# Zágráb
Zágráb (horvátul: Zagreb, németül: Agram, latinul és olaszul: Zagabria, régi magyar nevén: Gréc) Horvátország fővárosa és legnagyobb városa, a Zágrábi főegyházmegye székhelye, Budapest és Belgrád után pedig a Kárpát-medence harmadik legnagyobb városa. Az ország északnyugati részén, a Száva-folyó mentén, a Medvednica-hegy déli lejtőin fekszik, körülbelül 122 m tengerszint feletti magasságban. A város becsült lakosságszáma 2018-ban 804 507 fő volt, a városi agglomeráció lakossága pedig 1 153 255 fő, azaz Horvátország teljes népességének körülbelül egynegyede.
Zágráb gazdag római kori történelemmel rendelkezik. A város környékének legrégebbi települése a római Andautónia volt, a mai Ščitarjevóban. A „Zágráb” név első írásos említése 1134-ből származik, Kaptol település (ma Zágráb városrésze) 1094-es megalapításával összefüggésben. 1242-ben szabad királyi város lett. 1851-ben volt Zágrábnak először polgármestere, Janko Kamauf.
Zágráb különleges státusszal rendelkezik mint horvát közigazgatási körzet és összevont városmegye (de el van választva Zágráb megyétől), közigazgatásilag 17 városrészre oszlik. Többségük a Száva-völgy mentén, alacsony magasságban található, azonban az északi és északkeleti városrészek, mint például Podsljeme és Sesvete, a Medvednica-hegy lábánál helyezkednek el, így a város földrajzi képe kifejezetten változatos. A város kiterjedése kelet–nyugati irányban 30 kilométer, észak–déli irányban körülbelül 20 kilométer.
Globális városnak számít, a Globalizáció és Világvárosok Kutatási Hálózatának béta besorolásával rendelkezik.
Horvátországban betöltött vezető gazdasági pozícióját a közlekedési kapcsolatok, az ipar, a tudományos és kutatóintézetek koncentrációja és ipari hagyományai alapozzák meg. Zágráb a központi kormányzat, a közigazgatási szervek és szinte az összes kormányzati minisztérium székhelye. A legnagyobb horvát vállalatok, a média és a tudományos intézmények szinte mindegyikének székhelye a városban van. Zágráb Horvátország legfontosabb közlekedési csomópontja, ahol Közép-Európa, a Földközi-tenger és Délkelet-Európa találkozik, így térsége Horvátország közúti, vasúti és légi hálózatának központja. Változatos gazdaságáról, magas életminőségéről, múzeumairól, sport- és szórakoztató eseményeiről ismert. Fő gazdasági ágazatai a high-tech iparágak és a szolgáltató szektor.

## Földrajza
A város a Medvednica-hegység déli lábánál a Száva bal partján, fontos közlekedési útvonalak mentén, a Pannon-síkság délnyugati részén a Dinári-hegység és az Alpok között fekszik. Szamobor, Nagygorica és Zaprešić települések tartoznak hozzá.

### Éghajlata
A város éghajlata kontinentális. A nyár meleg és száraz, átlagosan több mint 20 °C van, míg télen hideg és 1 °C körüli átlaghőmérséklet a jellemző.
| Hónap                                                                      | Jan.  | Feb.  | Már.  | Ápr. | Máj. | Jún. | Júl. | Aug. | Szep. | Okt. | Nov.  | Dec.  | Év    |
| -------------------------------------------------------------------------- | ----- | ----- | ----- | ---- | ---- | ---- | ---- | ---- | ----- | ---- | ----- | ----- | ----- |
| Rekord max. hőmérséklet (°C)                                               | 19,4  | 22,0  | 26,0  | 29,4 | 33,4 | 37,6 | 40,1 | 39,8 | 32,8  | 28,3 | 25,4  | 22,5  | 40,1  |
| Átlagos max. hőmérséklet (°C)                                              | 3,1   | 6,1   | 11,3  | 16,4 | 21,3 | 24,6 | 26,7 | 26,2 | 22,3  | 16,2 | 9,3   | 4,4   | 15,7  |
| Átlaghőmérséklet (°C)                                                      | −0,1  | 2,0   | 6,2   | 10,9 | 15,7 | 19,1 | 20,8 | 20,0 | 16,0  | 10,8 | 5,7   | 1,3   | 10,7  |
| Átlagos min. hőmérséklet (°C)                                              | −4,0  | −2,5  | 0,9   | 4,9  | 9,2  | 12,7 | 14,2 | 13,7 | 10,4  | 5,8  | 1,8   | −1,9  | 5,5   |
| Rekord min. hőmérséklet (°C)                                               | −24,3 | −27,3 | −18,3 | −4,4 | −1,8 | 2,5  | 5,4  | 3,7  | −0,6  | −5,6 | −13,5 | −19,8 | −27,3 |
| Átl. csapadékmennyiség (mm)                                                | 49    | 42    | 52    | 62   | 79   | 99   | 81   | 91   | 83    | 72   | 85    | 64    | 856   |
| Havi napsütéses órák száma                                                 | 59    | 95    | 140   | 175  | 234  | 243  | 281  | 256  | 186   | 130  | 65    | 44    | 1908  |
| Forrás: worldweather.org, Croatian Meteorological and Hydrological Service |       |       |       |      |      |      |      |      |       |      |       |       |       |

## Nevének eredete
Neve a horvát za grebom potoka Medvesčaka (= a Medvesčak patak partja mögött) helymeghatározásból rövidült mai formájára. A középkori magyar neve Gréc volt.

## Népesség
Zágráb Horvátország mára közel nyolcszázezres fővárosa. Lakossága 1910-ben még csak alig 70 000 fő volt.

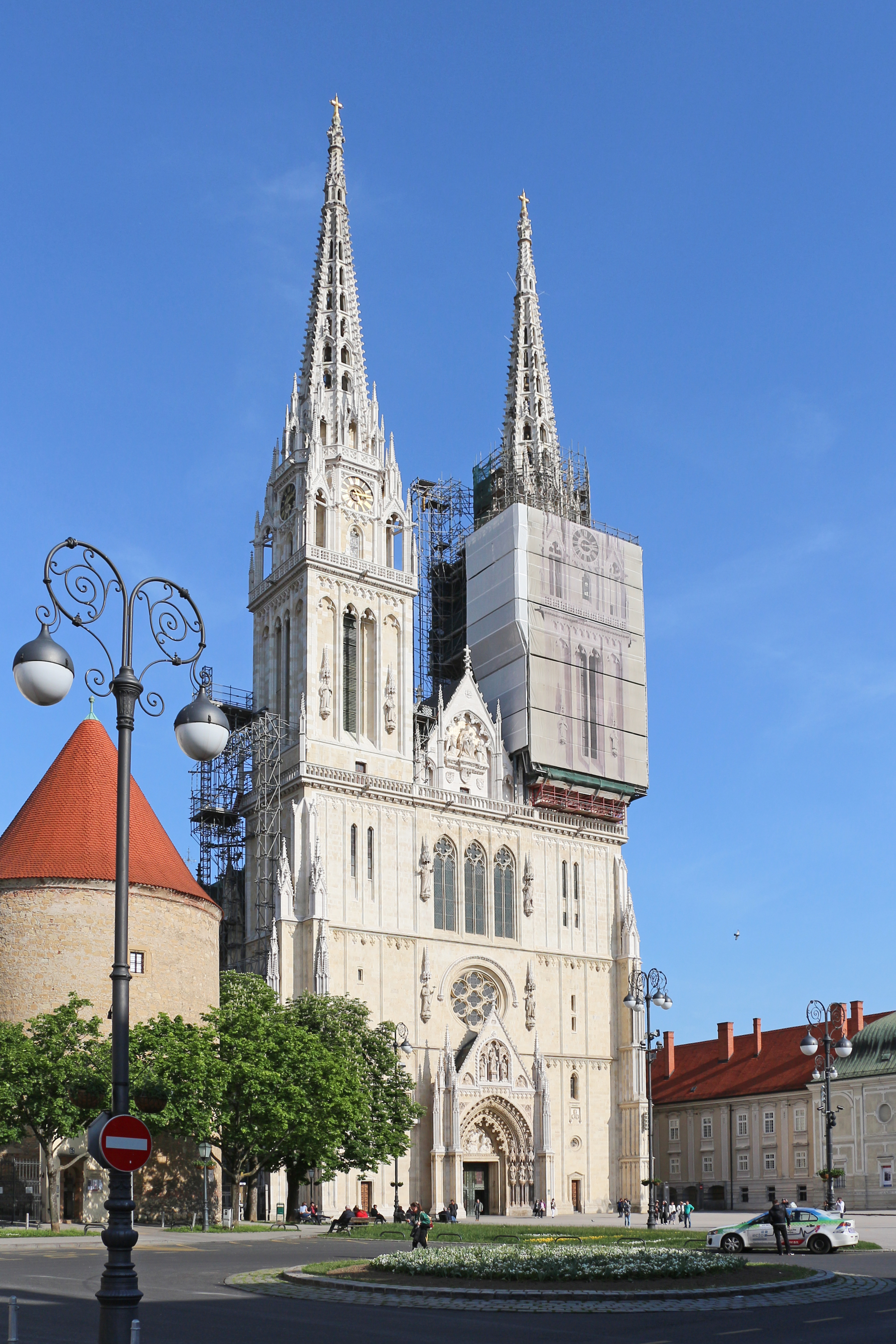
A zágrábi székesegyház

A 2001-es népszámláláskor 779 145 lakosából 716 344 horvát, 18 811 szerb, 6204 bosnyák, 3225 szlovén, 1946 cigány, 841 magyar, 813 cseh, 277 olasz volt. 415 153 nő és 363 992 férfi élt a városban. Az agglomerációval együtt több mint egymillióan élnek itt.
Vallási megoszlás: római katolikusok 87%, protestánsok 5%, iszlám és ortodox keresztény 2%, ateista 3,5%.

## Története

### Az őskortól a horvátok megérkeztéig
A mai Zágráb területén már az őskorban is laktak. Azonban csak a római korban kezdődött el a terület benépesülése. Itt volt folyami kikötő, kereskedelmi központ alakult ki. A rómaiak Andautonia nevet adták ennek a településnek, amely a mai Šćitarjevo falu alatt van, a Száva jobb partján, 7 km-re Velika Goricától. A 6. században a horvátok foglalták el a területet.

### A középkorban
Magyar történészek szerint 1091-ben vagy előtte, a horvátok szerint 1093-ban vagy 1094-ben alapította Szent László király a zágrábi püspökséget és a Káptalandombon (Kaptol) felépíttette a Szent István-székesegyházat. 

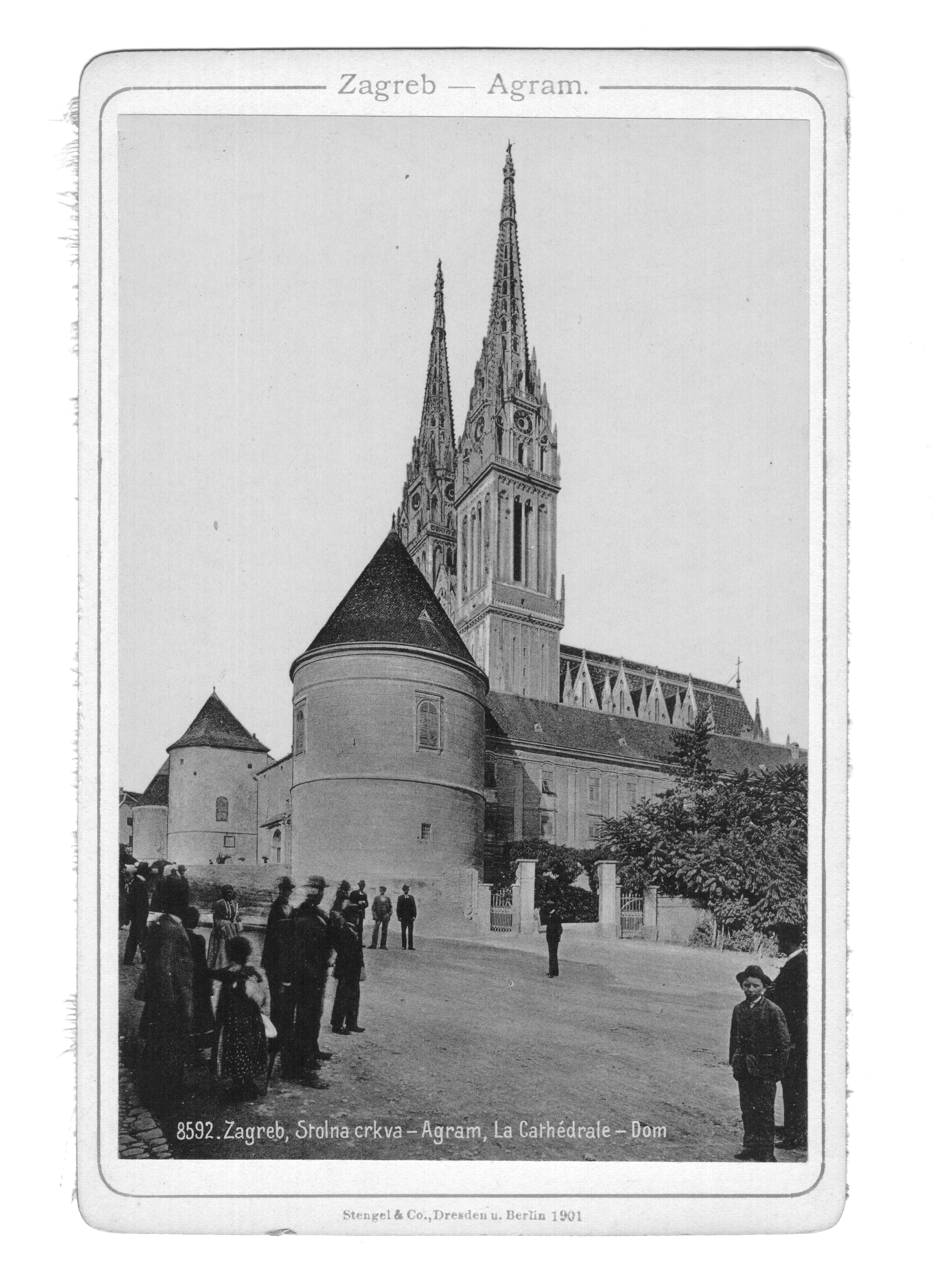
Zágráb, Szent István-katedrális

1241-ben IV. Béla a tatárok elől Zágrábba menekült, és innen kért levélben segítséget a pápától és Európa legjelentősebb uralkodóitól (sikertelenül…). Itt találkozott utoljára öccsével, Kálmán szlavón herceggel. A Duna jegén 1242-ben átkelő tatárok feldúlták a vidéket, a lakosokat megölték. IV. Béla a tatárjárás után, 1242-ben Verőcében Gradecnek (Grič, Felsőváros) szabad királyi városi rangot adott. Itt székelt a horvát bán és a várispán. Ebben az időszakban kb. 1000 lakosa volt a városnak. 1254-ben befejezték a Medvevárat. Három évvel később befejezték Gradec körül a várfalat. 1273-ban tartották az első feudális szábort, amely azonban csak Szlavóniára terjedt ki, a tengerparti részekre nem. Az első horvát szábort 1558-ban rendezték meg.
1290-ben Kaptol (a püspöki központ) III. András királyságát ismerte el, míg Gradec (a báni központ) már akkor az Anjoukat támogatta.
1300-ban itt koronázták meg először az Apuliából ideérkezett Károly Róbertet.[forrás?] 1368-ban először írták össze Zágráb lakosságát: 300 házat és 2810 főt írtak össze. A középkorban a Káptalandomb mellett fejlődött ki fokozatosan a Gradec, a polgárváros. 
1383-ban itt végzik ki a Horvátiak lázadásának néhány résztvevőjét.
1385-ben itt fogadja Kis Károly a horvát főurak hódolatát.
1466-ban Mátyás király megerősítette a céhek kiváltságait, amelyek a 15. század végéig érvényben is maradtak. Még ebben az évben a király a törököktől tartva megerősíttette a Káptalandombot.
A Mohács utáni kettős királyválasztáskor Kaptol városa Szapolyai Jánost, míg Gradec Habsburg Ferdinándot támogatta. Előbbi 1527-ben még egy 53 napos ostromot is kiállt emiatt.
1558-ban ült össze Horvátország és Szlavónia küldöttsége, vagyis a szábor. A száboron a török elleni védekezés volt a fő téma, emellett kimondták, hogy Gradec a királyság fővárosa.
1573-ban Gubecz Máté parasztfelkelést szervezett, amit azonban levertek, és Gubeczet Zágrábban Dózsához hasonlóan megkínozták és kivégezték.

### Az újkorban

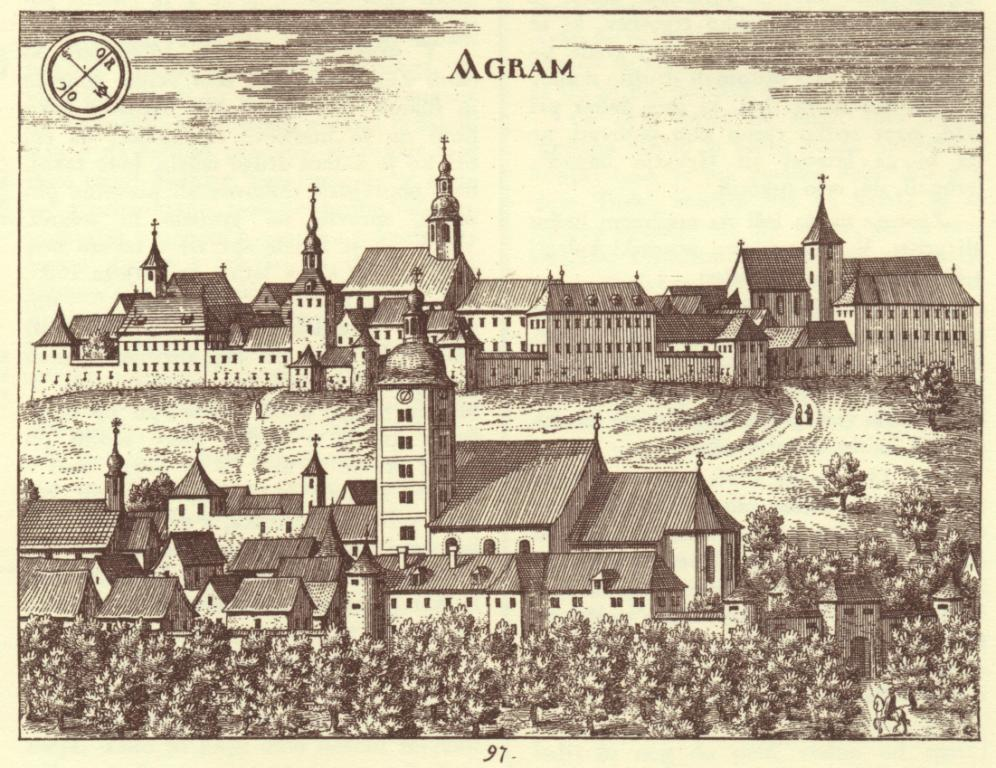
Zágráb 1689-ben

A török időkben közvetlen közelében húzódott az országhatár, ezért a főváros Varasdra került. 1606-ban a város hívására érkeztek ide a jezsuiták, akik kolostort alapítottak itt. Egy évvel később a jezsuiták beindítottak egy egyházi hatosztályos gimnáziumot. 1624-ben tűzvész pusztított a városban, ami 1645-ben, 1674-ben és 1706-ban megismétlődött. Több templom, családi ház megsérült vagy megsemmisült ekkor. 1669-ben I. Lipót király megalapította a város egyetemét.
Az 1742-es népszámláláskor 560 házat és 5600 főt számoltak össze. Ebben az időben virágzott a kereskedelem, számos vásárt rendeztek itt. 1750-ben megalapították az első manufaktúrát. A 19. század közepére teljesen kiszorította a céheket e vállalati forma. 1753-ban itt végezték ki a parasztfelkelés vezetőit.
1767-ben a horvát királyi tanács Varasdról Zágrábba helyezte át a fővárost. Néhány évvel később több palota is épült Gradecben: Vojković, Oršić, Rauch. 1771-ben kiadták az első hetilapot a latin nyelvű Ephemerides Zagrebiensis újságot. 1777-ben Baltazar Adam Krčelić a királyi akadémiának ajándékozta könyv-, és kéziratgyűjteményét. 

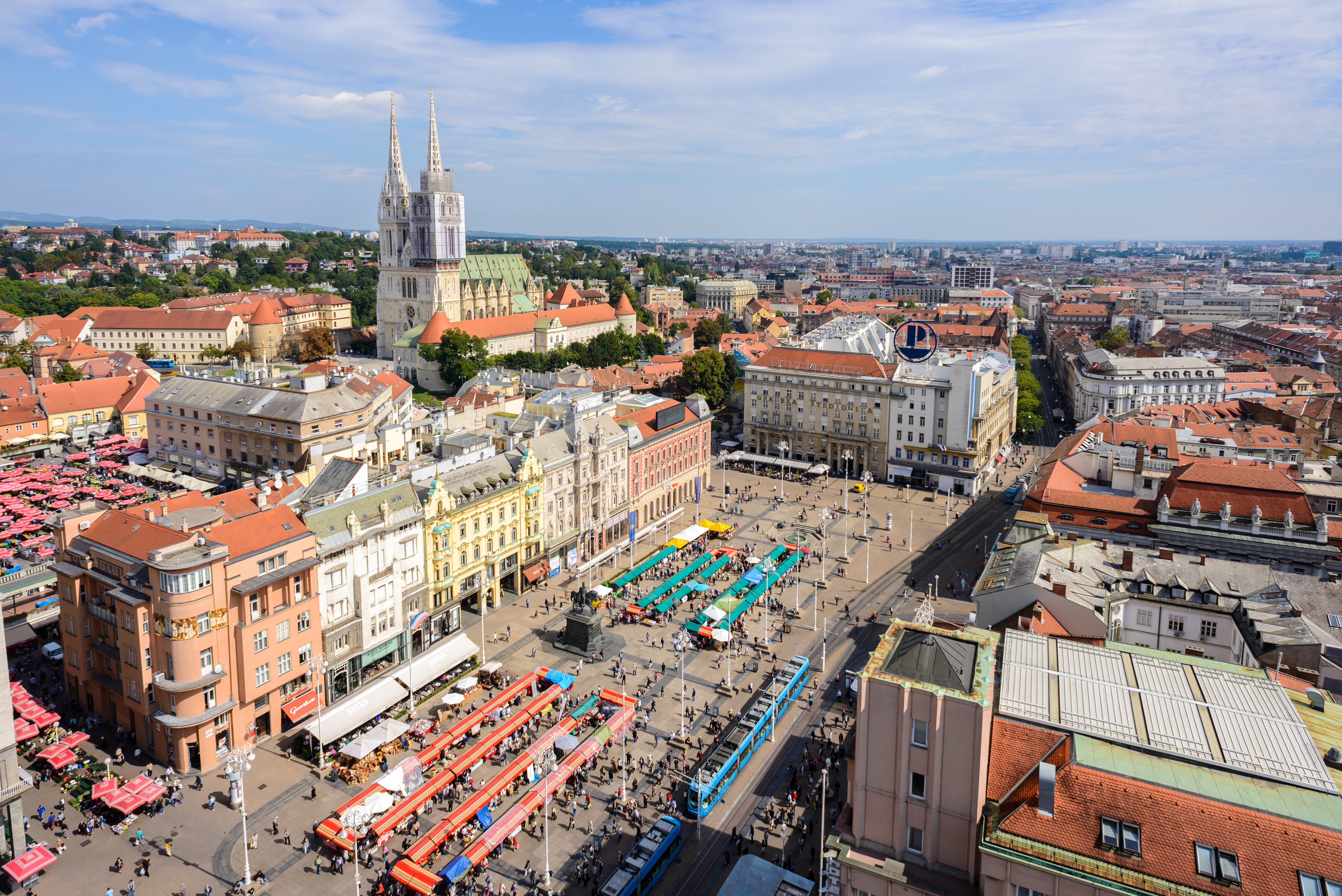
A székesegyház és a Jelasics-tér

1784-ben ismét népszámlálás volt: 695 ház és hétezer lakos. Két évvel később német nyelvű újságot adtak ki az Agramer deutsche Zeitungot. 1796–1804 között építették a városi kórházat, amely 1931-ben megsemmisült.

### A 19. század első felében
1801-ben új palotát kezdtek el építeni, amit később báni udvarnak neveztek el. 6 évvel későbbi népszámláláson 7 706 főt számláltak. 1825-ban a Harmice keleti oldalán létrehozták a postahivatalt. 30 évvel később már komoly rendszerrel működött birodalom szerte. 1827-ben három évfolyamos zeneiskolát alapítottak, ez lett később a Zeneakadémia. Három évvel később a püspöki udvarban létrehozták a Ribnjak parkot. 1834-ben felépítették az első állandó színházat a városban. Ludevit Gaj 1835-ben elindította az első horvát nyelvű újságot kaj nyelvjárásban (Novine horvatske i Danica horvatsko-slavonsko-dalmatinska), egy évvel később što nyelvjárásban adták ki.
1838-ban megalakult az első zágrábi olvasókör.
1840-ben tartották meg az első horvát nyelvű színi előadást a színházban, amely a Juran és Szófia című dráma volt. Egy évvel később megalapították a Horvát-szlavón Gazdasági Társaságot. 1847-ben megnyitották a Nemzeti házat az Opatija utcába, amelyben a Matica ilirska, a Gazdasági Társaság és a Nemzeti Múzeum működött.
1850. szeptember 7-én a császári pátensben Gradecből, Káptalandombból, Nova vesből megalapították Zágráb városát.

### Az egyesítéstől a trianoni békeszerződésig
A 19. század második felében rohamosan fejlődött. 1852-ben érseki székhely lett. Egy évvel később elkészítették az első Zágráb térképet.  1856-ban elkészült a Rektorépület neoromantikus stílusban. 1868–1882 között az épület dohányüzem volt, majd 1882-től az egyetem épülete. A kórház is elkészült ebben az időben. 1857-ben a város lakossága 16 657 fő volt.
1861-ben avatták fel a meteorológiai obszervatóriumot. Horvátország első vasútját 1862-ben nyitották meg, amely Zágráb és Sziszek között közlekedett. Ebben az évben adták át a déli pályaudvart, amely ma a nyugati pályaudvar. 1863-ban a város első gázgyára megkezdte működését. Ugyanebben az évben a Károlyváros-Zágráb vasútvonal is kiépült. 1866-ban megalapították a Jugoszláv Tudományos és Művészeti Akadémiát, ez ma a Horvát Tudományos és Művészeti Akadémia. Ebben az évben avatták fel Jelačić szobrát a róla elnevezett téren. 

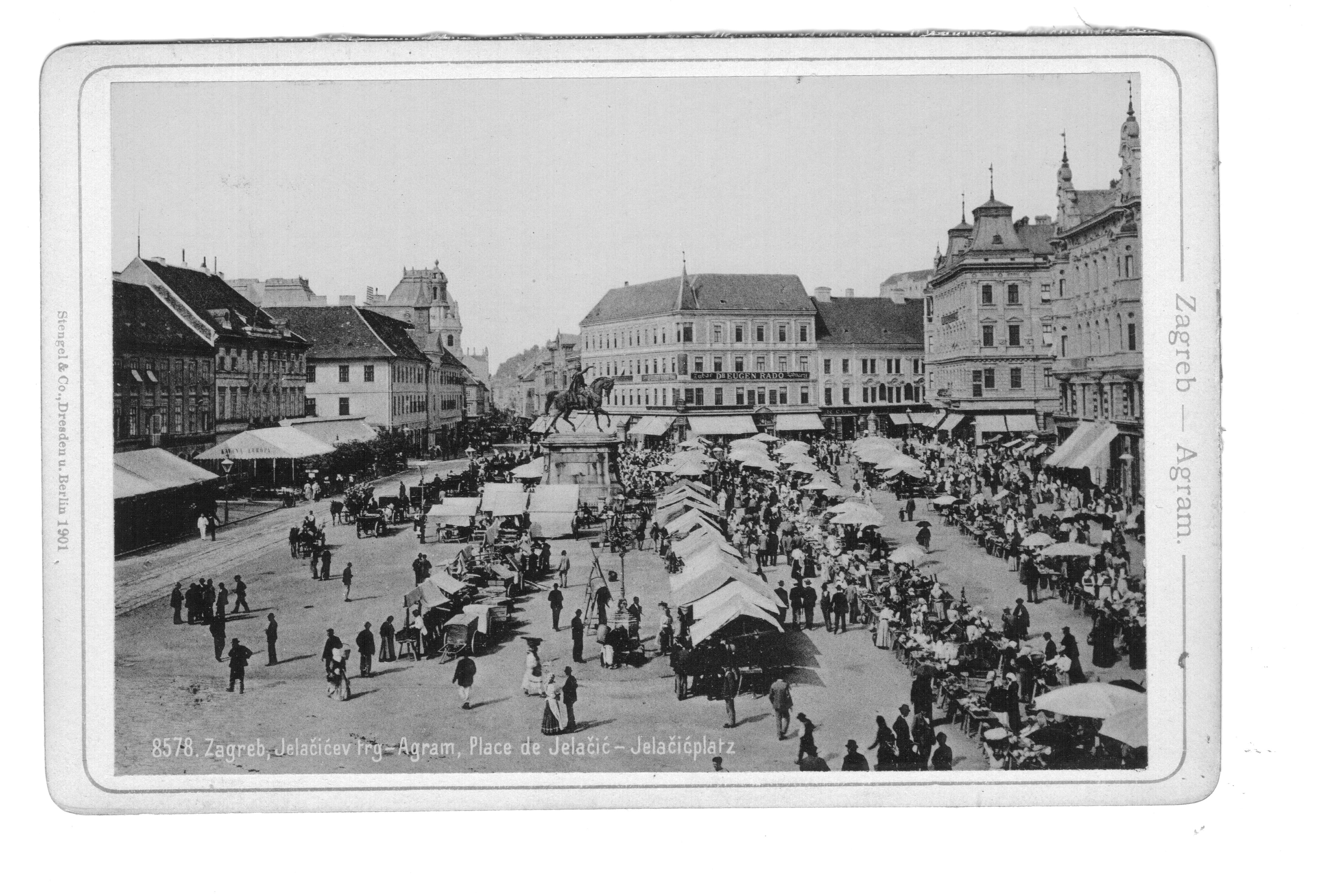
Piac a Jelačić téren

Felszentelték a Petar Preradović-téren álló szerb ortodox templomot. Egy évvel később elkészült a zsinagóga is, amelyet 1941-ben bontottak el. 1870-ben átadták a Zágráb-Kapronca vasútvonalat is.

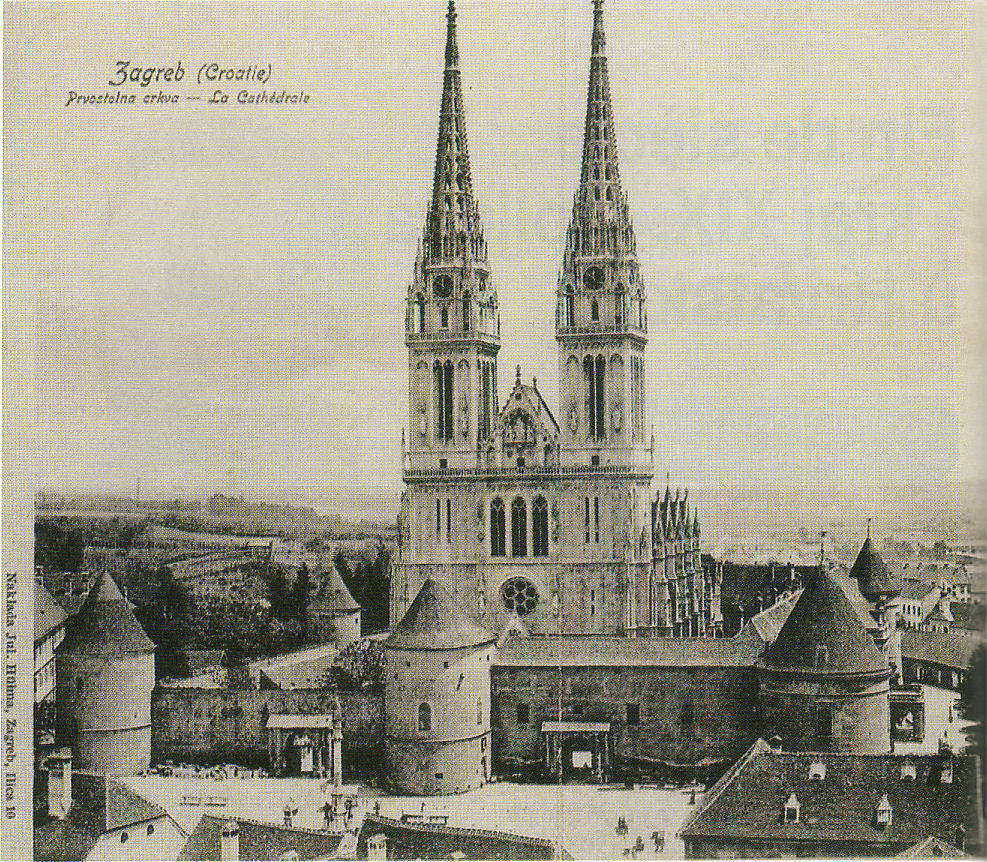
Az 1906-ra neogótikus stílusban átépített zágrábi székesegyház korabeli képeslapon

1871-ben elkészült az Alsóváros terve, amelyet Milan Lenuzzi készített. 1885-ig elkészült a projekt. Ekkor építették ki a Zöld patkót is. 2 évvel később a Károlyváros–Fiumei vasútvonal kiépülésével Zágráb közvetlen összeköttetésben volt a tengerrel. 1874-ben alapították meg a modern, ma is működő egyetemet. A Matica ilirska új neve Matica hrvatska lett. Megalapították a Horvát Solymót, az első sportegyesületet. 1876-ban adták át az új temetőt a Mirogojt, 1883-ban elkészült a két neoreneszánsz árkádot is. Elkezdték építeni a Szent Márk-templomot, amelyet 1882-ben adtak át. 1878-ban Zágráb közparkjai, terei, utcái számozást kaptak.

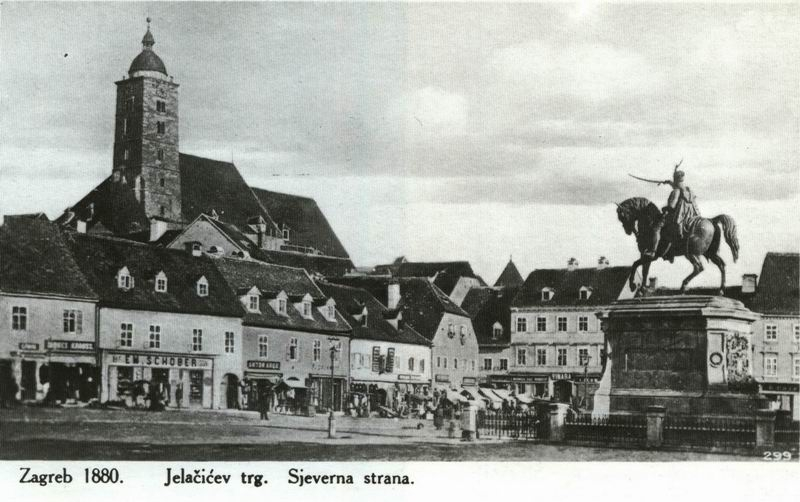
A Jelačić tér és a székesegyház az 1880-as földrengés előtt

1880. november 9-én erős, körülbelül 6,3 magnitudó erősségű földrengés rázta meg a várost, amely komoly károkat okozott az épületekben. Újabb katasztrófára közel 140 év múlva került sor újból.
1881-ben elkészült a Régészeti Múzeum épülete és megalapították a Vöröskereszt Társaságot. Egy évvel később kiépítették a közigazgatást, a vízvezetéket és az első telefonvonalat. 1884-ben elkészült a neogótikus evangélikus templom. Egy évvel később elkészült a Zágráb–Varasd vasútvonal. 1890-ben Zágrábban 40 298 fő lakott. Ebben az évben nyitották meg a botanikus kertet.
1891-ben adták át az első lóvasút-vonalat. Megnyitották a nagy zágrábi kiállítást. Egy évvel később átadták az állami pályaudvar (ma a főpályaudvar), és Nikola Tesla (feltaláló) bevezette a városba az áramot. A szávai fahíd mellé egy új vashidat készítettek. A Horvát Sólyom csapata elkezdte a labdarúgás sportját űzni. 1895-ben átadták a ma is álló Horvát Nemzeti Színházat. Ebben az évben papírüzemet is létesítettek a városban. 1896-ban vetítették le az első filmet.
1901-ben bemutatták az autómobilt. A Jurisics utcában átadták a posta új épületét. Megalakult a Horvát Irodalmárok Társasága. Átadták a Samobor–Zágráb vasútvonalat. Két évvel később átadták a Popov-tornyot a csillagvizsgálóval. 1907-ben kiépítették az elektromos hálózatot. A Palace Hotel 1909-re épült fel. Egy évvel később elektromossá tették a villamosvonalakat. Ebben az évben átadták a szábor új épületét.
1911-ben megalapították az Union üzemet, amely 1950-től Kraš névvel működik. 1912-ben vetítették le az első dokumentumfilmet a városról. 1917–25 között az egyetem több kart is indított. 1917-ben az olajüzem is beindította működését. 1918-ban a város a Szerb-Horvát-Szlovén Királyság része lett. 1918. december 5-én a Szlovének, Horvátok és Szerbek Nemzeti Tanácsának fegyveres karhatalma és a Sokol nevű pánszláv mozgalom önkéntesei fegyveres összecsapásba kerültek a horvát honvédség 25. ezredének és az egykori osztrák-magyar hadsereg 53. ezredének tüntető katonáival. A karhatalmisták a zágrábi Jelačić bán téren állították meg a katonákat. 1919-ben alapították a Filharmónia Színházi Zenekart, amely egy évvel később a Zágrábi Filharmonikusok nevet vette fel.

### A trianoni békeszerződéstől a II. világháború végéig
1921-ben Zágrábban 108 674 lakosa volt, első alkalommal volt több mint 100 ezer lakosa. Egy évvel később nemzetközi kereskedelmi kiállítást tartottak. 1925-ben új hotel lett a városban az Esplanade. Ebben az évben nyitották meg az állatkertet és ekkor készült el a Zágráb–Károlyváros–Split vasútvonal. 1928-ban megalapították az első automata telefonközpontot. 1929-ben egy újabb hotel nyílt, a Milinov, amely ma a Dubrovnik.
A két világháború között kialakultak a vasút és a Száva közötti munkásnegyedek, valamint az új lakóövezet a Medvednica déli lejtőin.
1931-ben már 185 ezren éltek a városban. Az öreg kórház új részlegekkel bővült 1935–36-ban. 1937-ben a nemzetközi kiállításon a zágrábiak először láthattak televíziót. 1940-ben adták ki először a Vjesnik újságot. 1941-ben elkészült a Rebro klinikai központ. Ez év április 10-én Zágráb az usztasa Független Horvát Állam fővárosa lett, és német megszállás alá került. 1945-ben a városhoz csatolták Kustošija települést.

### A kommunista Jugoszlávia idején
A második világháború után a város a Száva túloldalára is kiterjeszkedett, ekkor épült ki Újzágráb (Novi Zagreb). A város nyugatra és keletre is tovább terjeszkedett, magába olvasztva több falut is. A Szávától délre épült meg a teherpályaudvar és a Franjo Tuđman nemzetközi repülőtér. A nagy ipari övezet a Žitnjak délkeleti kiterjedésével a város külső kerületei kiterjedtek a Száva és a Prigorje közötti részre is.

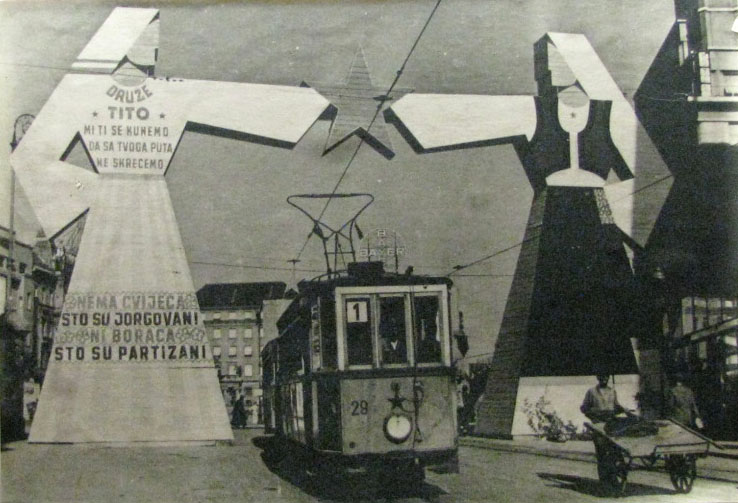
Tito elvtárs-villamos

1946-ban kezdődött el a Maksimir-stadion építése, amelyet 1962-ben adtak át. Ebben az évben bontották le a Jelačić-szobrot és ekkor alapították meg a Jadran Film stúdióját, amelyben több filmsorozat is készült. 1948-ban Zágrábnak 290 667 lakosa volt.
1952-ben adták ki a Vjesnik u srijedu c. lapot, ami a mai napig a legnagyobb példányszámban nyomtatott politikai hetilap. A filmváros a Dubravai városrészben épül ebben az időben. 1955-ig adják át az összes objektumokat. 1957-ben adták át az első téli uszodát. Ebben az évben adták át az első zágrábi hidat a háború után. Két évvel később nyílik meg az International hotel és ekkor hozták létre a diákközpontot. Ebben az évben egyesült a Večernji vjesnik és Narodni list lapok Večernji list néven.
1961-ben Zágrábban 430 802 lakosa volt. Plesóban ekkor adták át a nemzetközi repülőteret, amelyet 1974-ben felújítottak. 1963-ban adták át a városi libegőt. Egy évvel később a városban a történelme során a legnagyobb katasztrófát érte meg. A Száva több városrészt elöntött. Emiatt szabályozták a folyót. 1966-ban rendezték meg az első nemzetközi folklórtalálkozót. 2 évvel később a Horvát Nemzeti Színházat felújították.
1971-ben átadták Horvátország első autópályáját Zágráb és Károlyváros között. Két évvel később megnyitották a Sportok házát és a Mladosti-hidat. Ekkor avatták fel a Vatroslav Lisinski-koncerttermet. 1975-ben nyitott meg az Inter-Continental Hotel. 1979-ben új villamosvonalat helyeztek le, amely a Száva túlpartját kötötte össze a belvárossal.
1981-ben a város lakossága 650 ezer fő volt. 1984-ben adták át a Mirogoj temetőben a krematóriumot. 1987-ben Zágráb adott otthont az Univerziádának, ahol 6400 sportoló vett részt. Ebben az évben az egyetem új épületeket kezdett építeni. 1988-ban Dubravában megnyílt a Katonai kórház, ma Új kórháznak hívják. 1990-ben visszaállították a Jelačić-szobrot, de kardjával már nem Magyarország felé sujt.

### A függetlenség óta

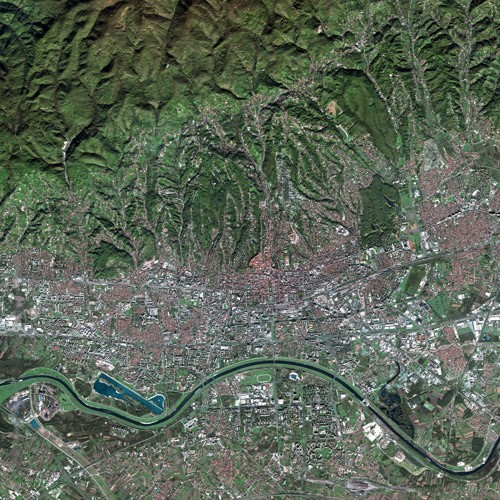
Műholdfelvétel Zágrábról

1991-től az önálló Horvátország megalakulásától az ország fővárosa lett. A háború alatt a várost több bombarobbantás rázta meg. 1992-ben az Ilicát felújították.
2020. március 22-én a Richter-skála szerinti 5,3-5,7 magnitudó erősségű földmozgás rázta meg a várost, amely számos épületben, így a város jelképének számító Mária Mennybemenetele katedrálisban is komoly károkat okozott. Egy ember meghalt, többen súlyosan megsérültek.

## Politika
Zágráb város mint Horvátország fővárosa, önálló önkormányzattal rendelkezik, amely a város területére terjed ki. Zágráb város jelenlegi státuszát a Zágráb városi törvény tartalmazza (NN 62/2001).
Zágráb legfőbb törvényhozó szerve a közgyűlés, a város élén a polgármester áll. A harmadik politikai szereplő a városi hatóság.
A városi közgyűlés fogadja el a városról szóló törvényeket, alkotja meg azokat. A mai közgyűlést 2005. május 15-én választották meg. A közgyűlés megoszlása
| párt                         | képviselők száma |
| ---------------------------- | ---------------- |
| SDP                          | 19               |
| Horvát Demokratikus Közösség | 7                |
| HSP                          | 4                |
| SNL (Holjevac)               | 4                |
| HSU                          | 4                |
| HNS                          | 3                |
| HSS                          | 3                |
| HSLS                         | 1                |
| DC                           | 1                |
| független                    | 5                |

## Közigazgatása
Zágráb 17 negyedből (četvrt) áll, amelyeknek önálló polgármesteri hivataluk van:
| Sorszám  | Név                     | Terület (km²) | Lakosság (2001) | Népsűrűség (fő/km²) |
| -------- | ----------------------- | ------------- | --------------- | ------------------- |
| 1.       | Donji grad              | 3,01          | 45 108          | 14 956,2            |
| 2.       | Gornji grad – Medveščak | 10,12         | 36 384          | 3593,5              |
| 3.       | Trnje                   | 7,37          | 45 267          | 6146,2              |
| 4.       | Maksimir                | 14,35         | 49 750          | 3467,1              |
| 5.       | Peščenica – Žitnjak     | 35,30         | 58 283          | 1651,3              |
| 6.       | Novi Zagreb – istok     | 16,54         | 65 301          | 3947,1              |
| 7.       | Novi Zagreb – zapad     | 62,59         | 48 981          | 782,5               |
| 8.       | Trešnjevka – sjever     | 5,83          | 55 358          | 9498,6              |
| 9.       | Trešnjevka – jug        | 9,84          | 67 162          | 6828,1              |
| 10.      | Črnomerec               | 24,33         | 38 762          | 1593,4              |
| 11.      | Gornja Dubrava          | 40,28         | 61 388          | 1524,1              |
| 12.      | Donja Dubrava           | 10,82         | 35 944          | 3321,1              |
| 13.      | Stenjevec               | 12,18         | 41 257          | 3387,3              |
| 14.      | Podsused – Vrapče       | 36,05         | 42 360          | 1175,1              |
| 15.      | Podsljeme               | 60,11         | 17 744          | 295,2               |
| 16.      | Sesvete                 | 165,26        | 59 212          | 358,3               |
| 17.      | Brezovica               | 127,45        | 10 884          | 85,4                |
| Összesen | Összesen                | 641,43        | 779 145         | 1214,9              |

## Látnivalók
Zágráb látnivalói a három történelmi városrészbe sűrűsödnek:

### Felsőváros
A Felsőváros (horvátul Gornji grad vagy Gradec) Zágráb történelmi központja. A középkorban alapították a Káptalandombbal együtt. Ebben az időben több épületet építettek, amelyek még ma is láthatók. A Felsőváros főtere a Szent Márk-tér, ahol valamikor kereskedők árulták portékáikat, ma itt található a horvát parlament, a Szábor és a zágrábi városi közgyűlés.

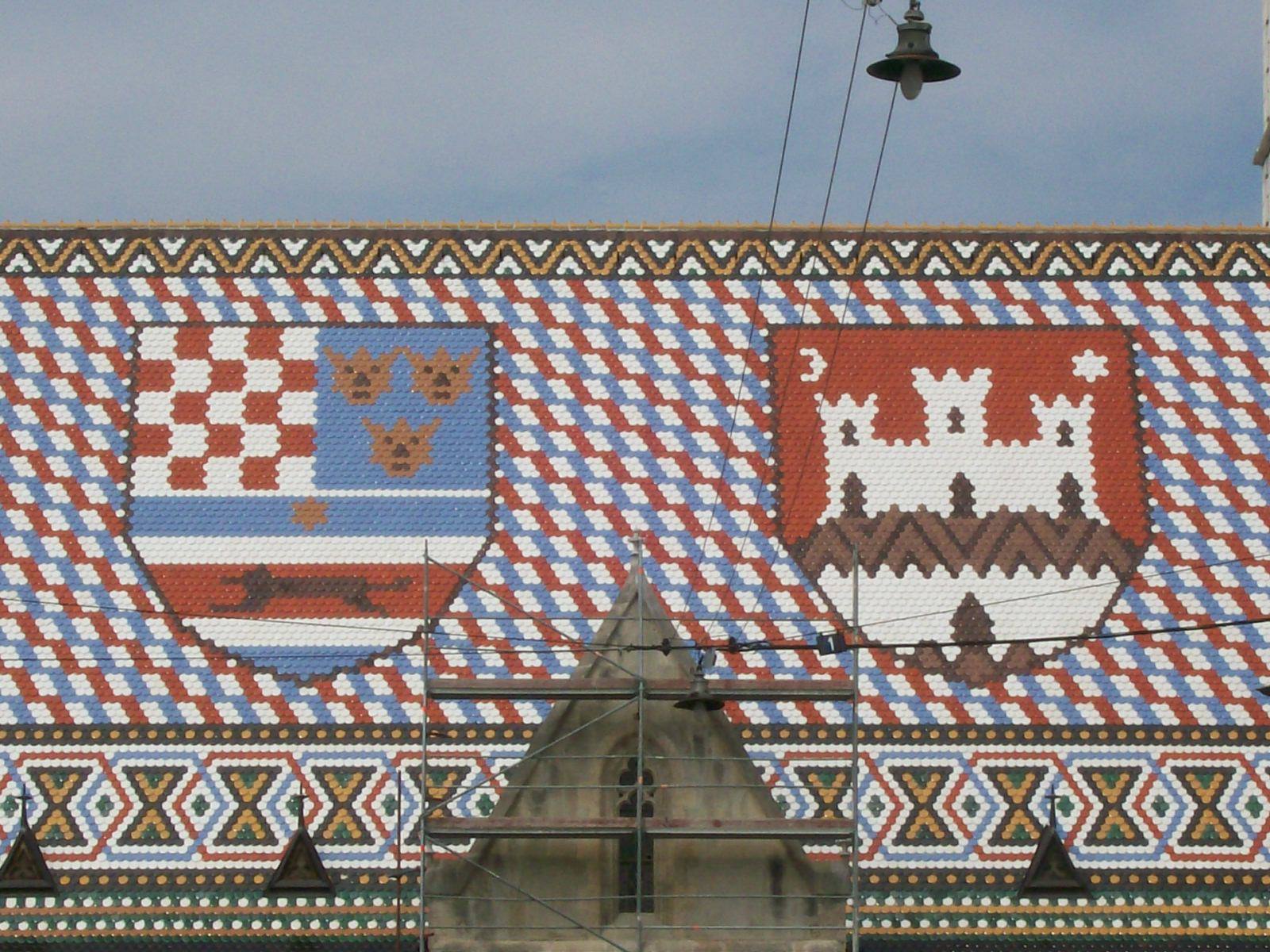
A Szent Márk-templom, a bánok eskütételének helyszíne. A tetőcserepek Horvát-Szlavónország, illetve Zágráb város címerét mintázzák

A Szent Márk teret a Szent Márk-templom uralja, amely a 14. században épült, gótikus stílusban. Később neogótikus stílusban felújították. A középkorból maradtak meg a déli oldalon található 12 apostol szobra. A tetőn a történelmi Horvátország és Zágráb címere látható a 19. századból, amelyet Hermann Bollé és Friedrich von Schmidt készített. A harangtorony a barokk korból származik, a ma is működő harangokat 1841-ben tették be. A második legismertebb templom a Felsővárosban az Alexandriai Szent Katalin-templom, amelyet 1620-32 között építettek. Belül Antonija Quadrija által alkotott szobrok vannak 1732-ből. Az oltáron Szent Katalin és az alexandriai filozófusok láthatok. A templomban található képeket a szlovén Krištof Andrej Jelovšek készítette. 

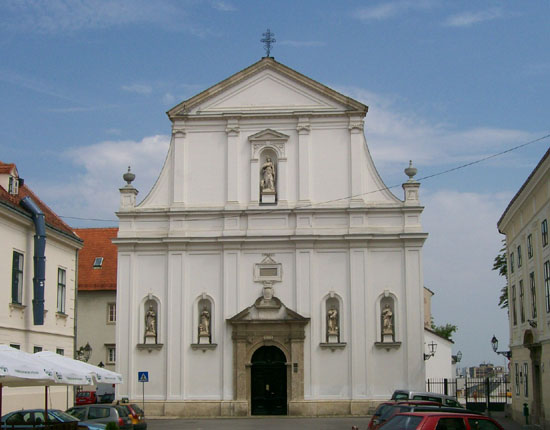
A Szent Katarina-templom

A templom mellett található egy korábbi kolostor, amely a 17. században épült, majd erre az 1980-as években ráépítettek. A Felsővárosban található még egy kolostor, a Szent Klára, amelyet a klarisszák alapítottak. Az egykori kolostorban ma a Zágráb Városi Múzeum működik.

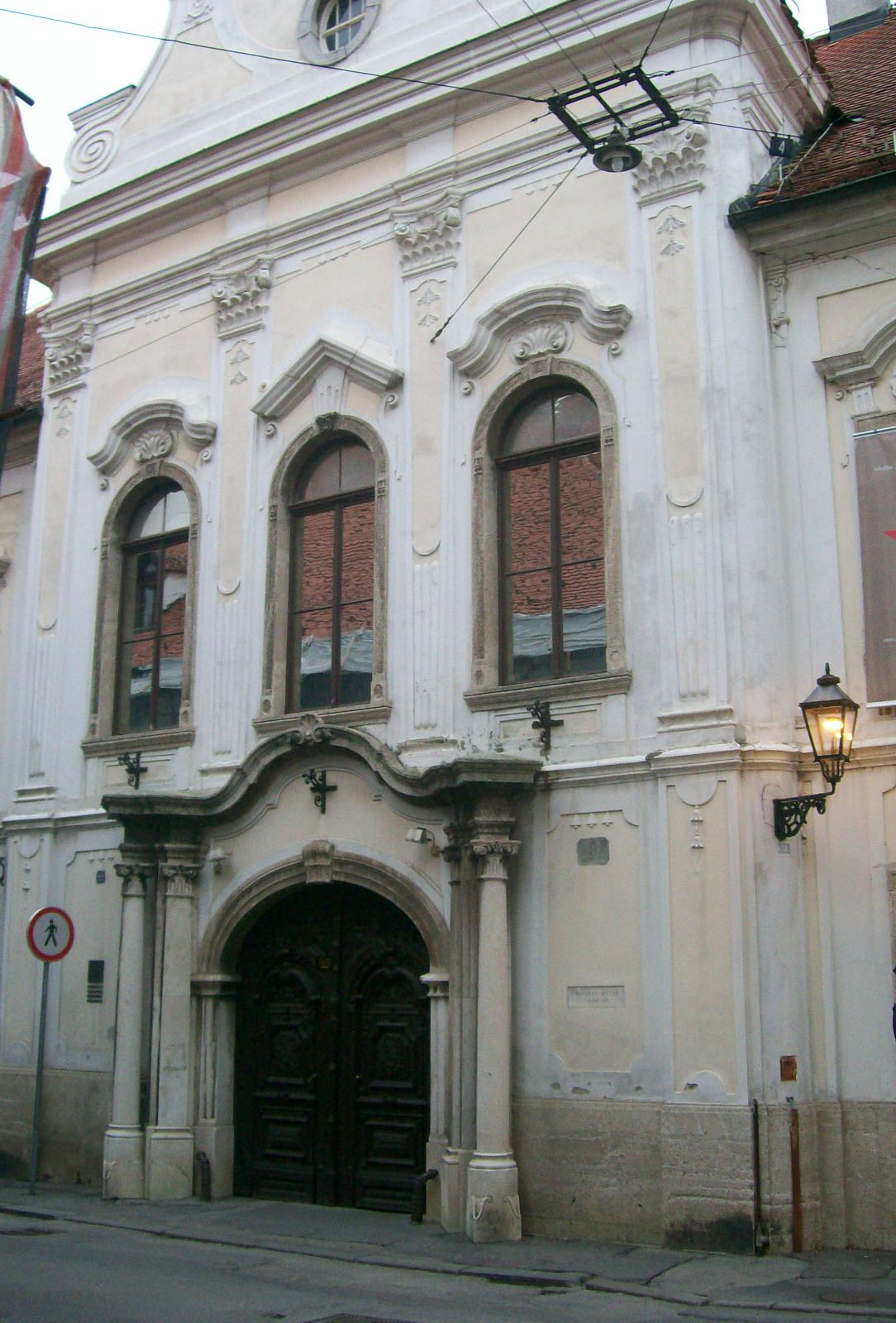
A Vojković-palota

A Felsővárosban számos barokk ház és palota van. A legismertebb a Vojković-palota 1764-ből, ma itt van a Horvát Történeti Múzeum. A múzeum a Matoševoj utca 9. alatt található. A palota barokk stílusa szemrevételezhető a kagylók motívumából is. A másik palota a báni udvarban található Rauch palota, amely Horvátország kormányának a központja. A Ćirilometodska utca 3. sz. alatt található a Raffay-palota, ma ez a Horvát Naiv Művészetek Múzeuma, a közelben található a Zrínyiek rezidenciája. Az Opatijai utcában három barokk palota található még: Juršić, Bužan, Rauch-Sermage.
Az Opatija utca 10. alatt van a korábbi Kulturális Minisztérium épülete. Itt található az Arany udvar.
A zágrábi várnak számos bástyája és kapuja volt, ezekből csak a Kamenita-kapu maradt meg. Az északi oldalon található a Popov-torony, ma csillagvizsgáló. A Lotrščak-bástya, amelyről szép kilátás nyílik az Alsóvárosra. A bástya alatt halad el a Strossmayer-sétány és a zágrábi sikló.

### Káptalandomb

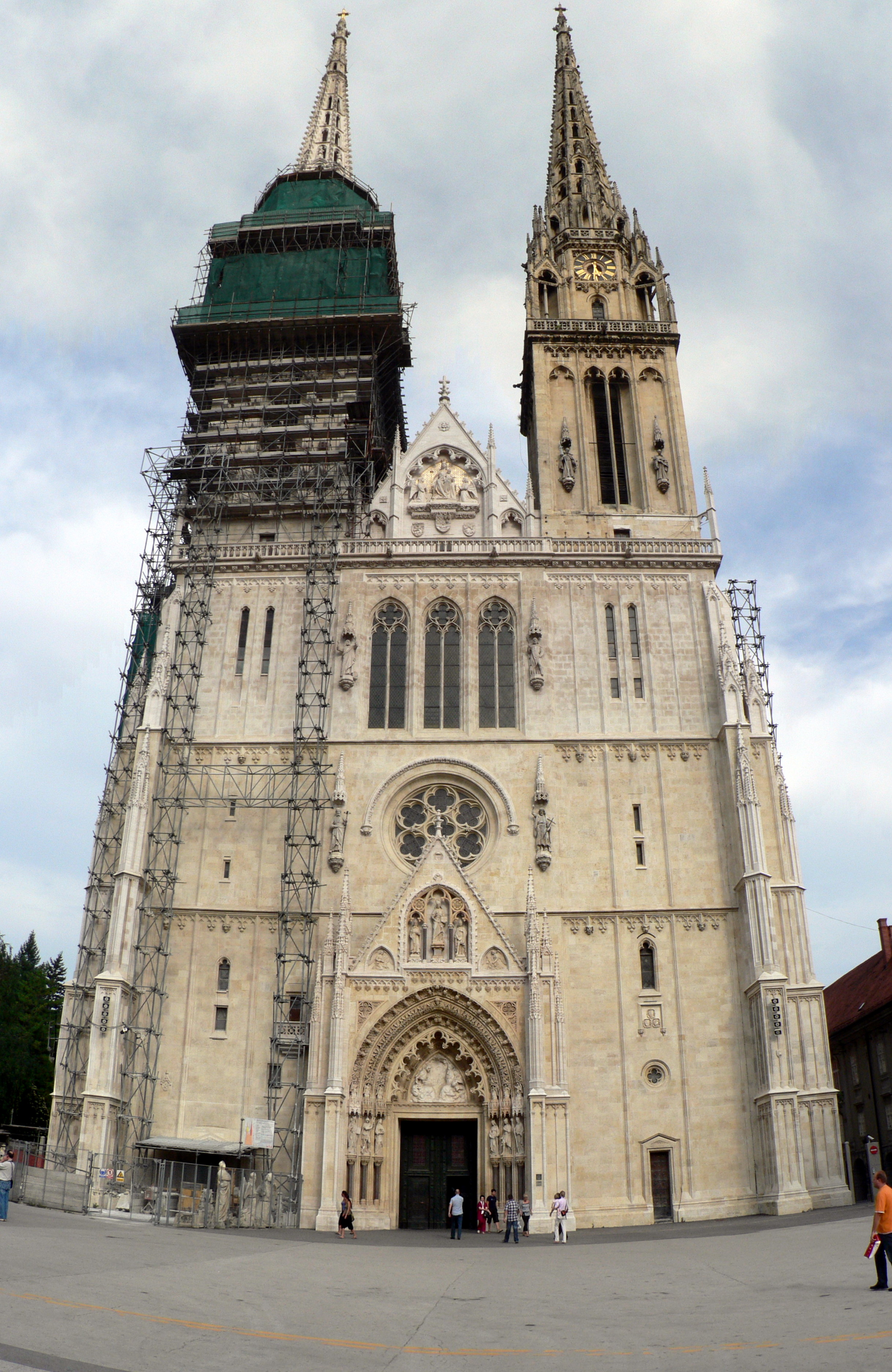
A zágrábi katedrális

Káptalandomb Zágráb másik történelmi központja, amely a zágrábi katedrális körül alakult ki. A zágrábi érsekség központja.

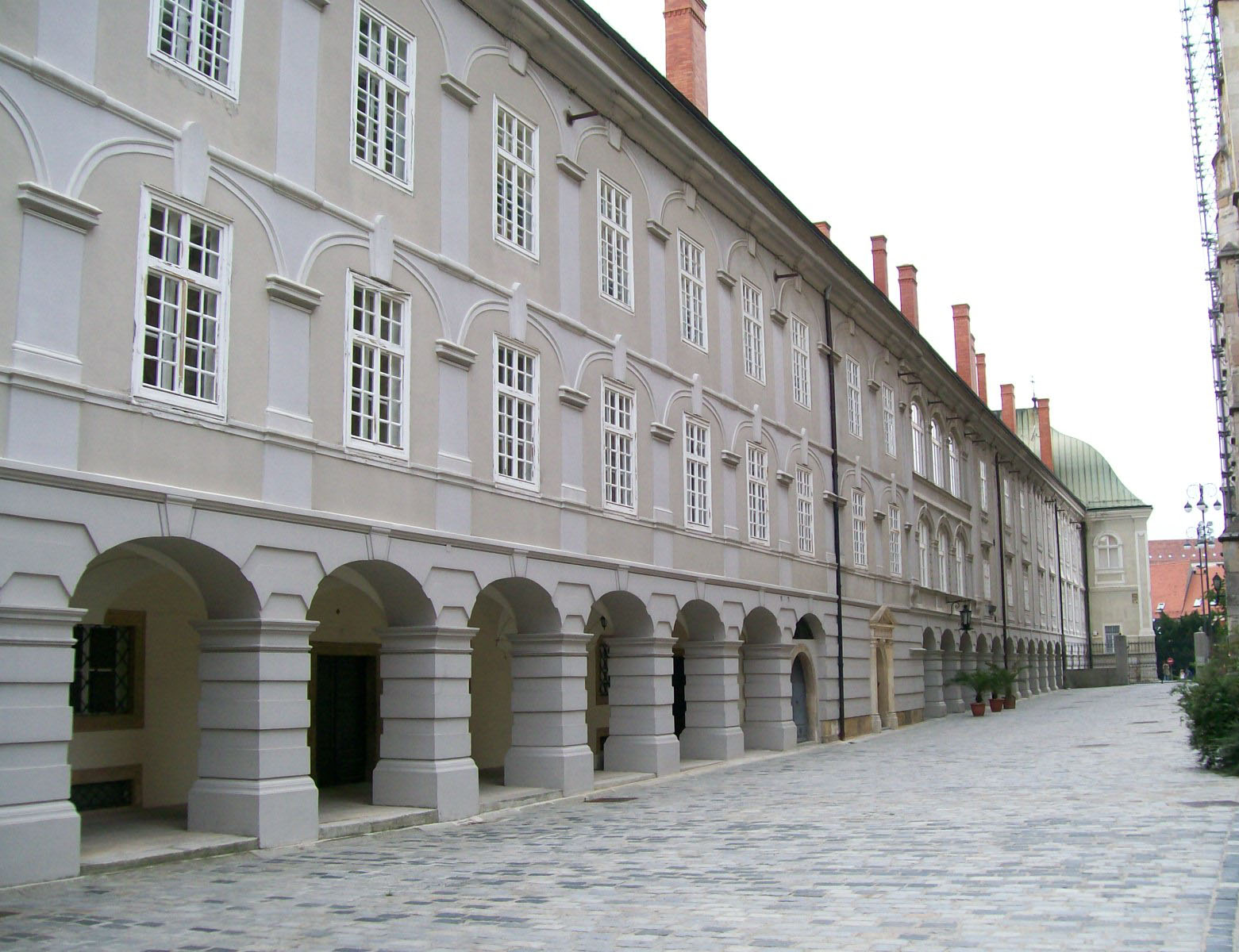
A barokk érseki udvar

A zágrábi katedrális (más néven: Mária Mennybemenetele Székesegyház) nem csak a Káptalandombot uralja, hanem az egész várost. A katedrális elődjét Szent László király kezdte építtetni. Ez a templom a tatárjárás során elpusztult. Utána új templomot építettek, melyet a török veszély miatt falakkal és bástyákkal erősítettek meg. Az 1880-as földrengés után neogótikus stílusban építették át, – új harangtornyokat is kapott. Ezt az épületet is Hermann Bollé és Friedric von Schmidt alakították újjá. A középkori időkből a Szt. István-kápolna maradt meg a gótikus freskókkal. Az oltáron a Golgota látható. A katedrálisban őrzik Szent László palástját. Itt nyugszik Erdődy Tamás, valamint 1919-es újratemetésük óta Frangepán Ferenc Kristóf és Zrínyi Péter, akik a 19. századtól a horvát nemzeti szabadság szimbólumai.
A téren és a Kaptol utcában található a barokk stílusú kanonok-kúria, a ferences templom és kolostor. A templomon kívül az 1683-ban befejezett Szent Ferenc-kápolna áll. A Nova Ves utcában áll a barokk stílusú Szt. Ivan Krstitelj-templom.
A Felsőváros és a Káptalandomb között terül el a Dolac, a piactér, a Szűz Mária-templommal. Ezenkívül számos büfé, kávézó, étterem, bolt található itt.

### Alsóváros

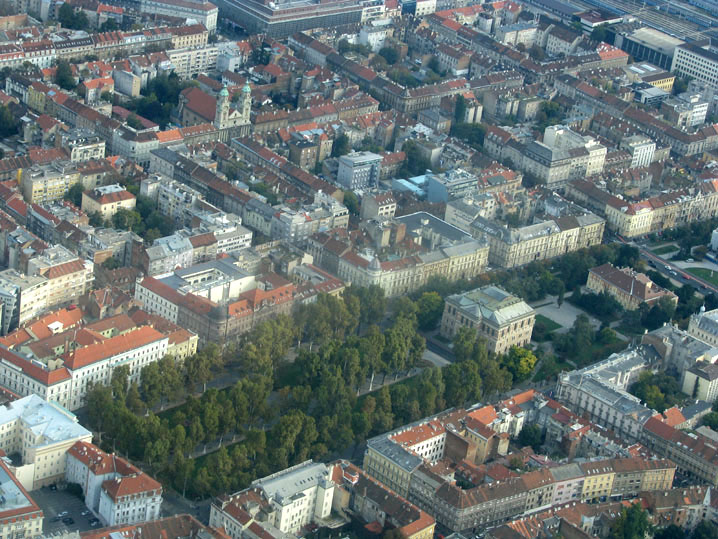
Zrinjevac

Az Alsóváros az urbanizált modern Zágráb központja. A 19–20. század fordulóján épült ki.

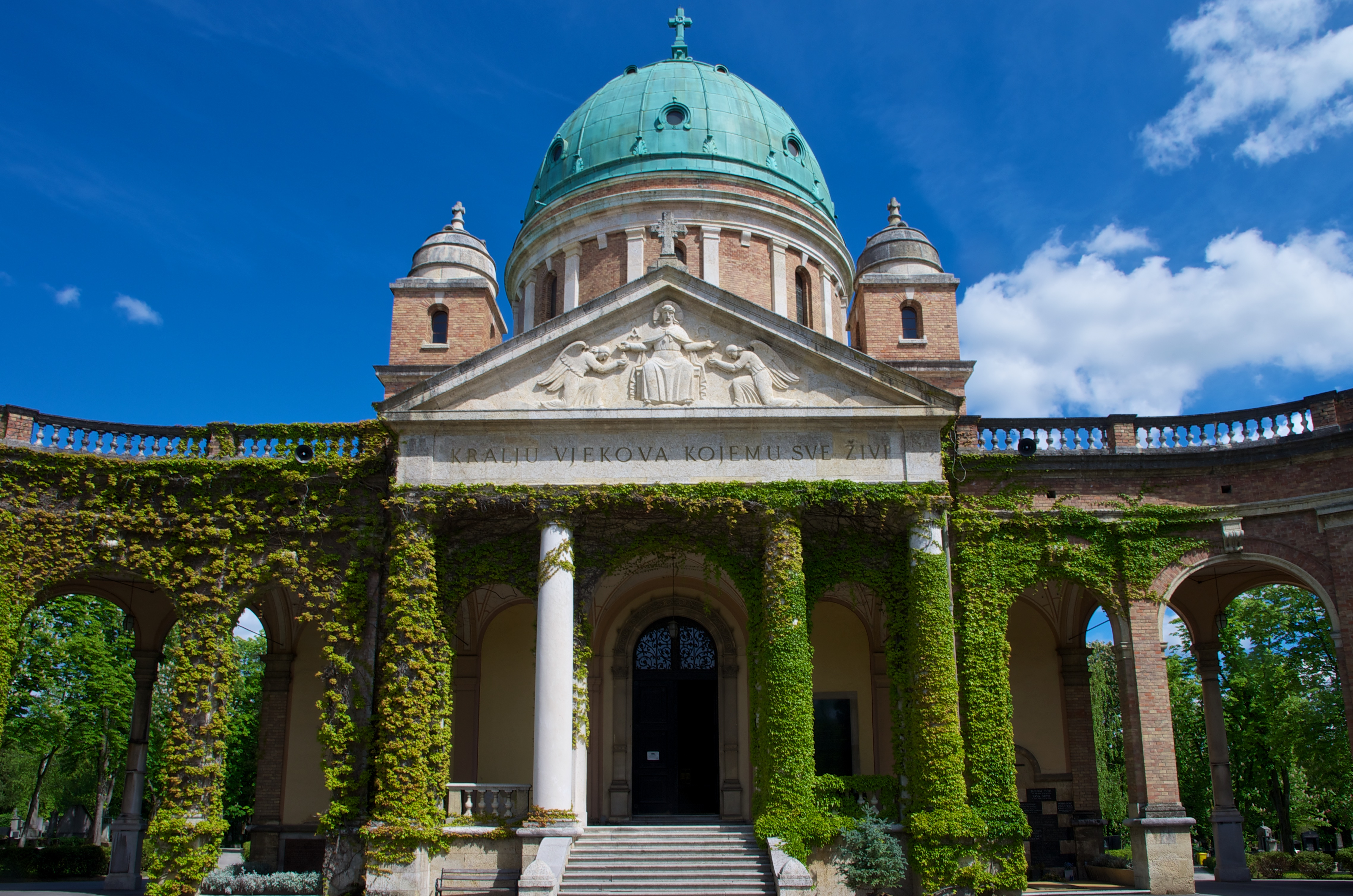
A Mirogoj temető bejárata a Krisztus király templommal

A fő és legnagyobb tere a Jelačić bán-tér. Valamikor piac volt, ma turisták kedvelt helye, sétálóterület és a téren több kávézó található. A téren található Josip Jelačić bán szobrát, amelyet 1866-ban állítottak, készítője Anton Dominik Fernkorn. (Eredetileg kardjával Magyarország felé sújtott, de mára elfordították.) A téren található még a Kolmár-palota, amely ma a Horvát Irodalmárok Társaságának székhelye és a Rado-ház.

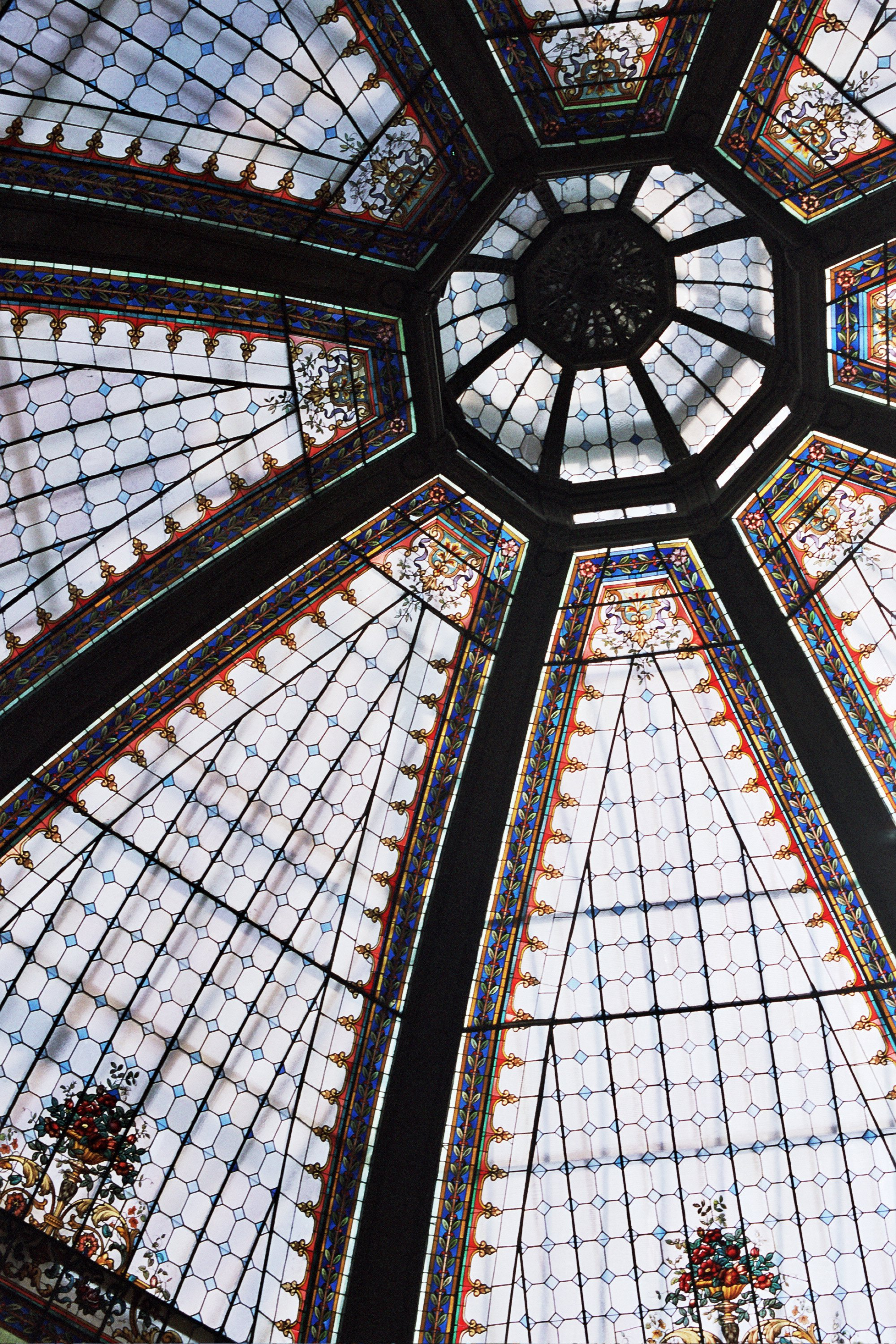
Oktogon

A tér nyugati oldalán kezdődik az Ilica, a legismertebb zágrábi bevásárlóutca. Zágráb központjában számos sétálóutca található, ahol kávézók, éttermek és boltok kínálják áruikat és szolgáltatásaikat. A Bogovićeva utcában található az ismert Földszinti nap szobra, amelyet Ivan Kožarić faragott. Délre az Ilicától találahtó a Petar Preradović-tér. A téren található Petar Preradović szobra, Oktogon és az Első Horvát Takarékpénztár épülete, amely 1898–1900 között épült.
Az alsóváros ismert a modern épületeiről is és parkjairól is. Zágráb zöldövezete is itt található a Zöld patkó. A 19. század végén építette Milan Lenuzzi. A legrégibb park a Zrinjevac, amely hivatalosan a Strossmayer-tér. A park mellett van a Horvát Tudományos és Művészeti Akadémia épülete, amelyet 1884-ben Friedrich von Schmidt épített neoreneszánsz stílusban. A tér keleti oldalán található a Külügyminisztérium épülete és a megyei bíróság, az északi oldalon a Felsőtábla (bíróság) épülete. A nyugati oldalon történelmi épületek állnak: Vranyczany-palota, amely ma a Régészeti Múzeum és a Medaković-palota. A téren található a Priester-palotát és a Palace Hotelt is, amely a 19. század végén épült neobarokk stílusban, ill. itt található Milan Lenuzzi emlékháza is.
A Tomislav király téren található a király szobra. Az északi oldalon van a Művészeti Pavilon (1898), a déli oldalon pedig a főpályaudvar. Az épülettől keletre található Vlaho Bukovec festő háza és Feller háza. A Zöld patkó déli oldalán van a Starčević tér a Starčević-házzal (1895), amely ma a városi könyvtár otthona. Itt található még az Esplanade Hotel (1924). Ebben a hotelben szálltak meg valamikor az Orient Express utasai. A hoteltől nyugatra húzódik a zágrábi Botanikus kert.

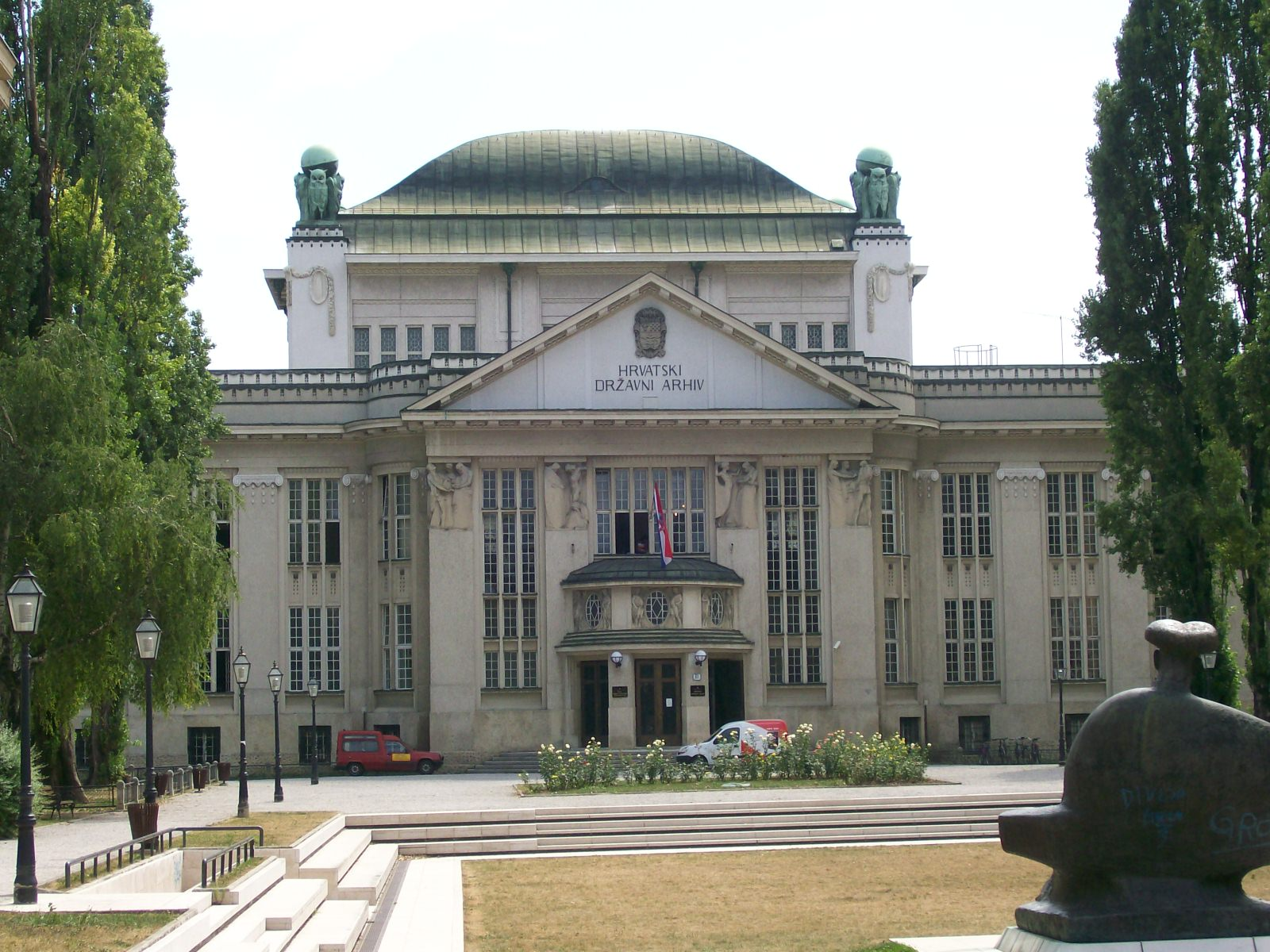
A Horvát Állami Archívum

A Zöld patkó nyugati részében található a Marulić-, Mažuranić- és a Tito marsall tér. A Marulić téren emelkedik a szecessziós stílusú Horvát Állami Archívum (1910–13).
A Tito marsall téren áll a neobarokk stílusú Horvát Nemzeti Színház, amelyet 1894-95 között építettek és Horvátország legfőbb színháza. Az épületet I. Ferenc József király avatta fel. Előtte áll Meštrović szobra. Keletre van a Művészeti és Ipari Múzeum, a Horvát Iskolamúzeum. Tőle délre működik a Drámaművészet Akadémiája.
Az Alsóváros keleti részében, a Zöld patkótól keletre található a Horvát Nagyok tere, ahol a korábban tőzsdeként működő épület áll. Ma ez a Horvát Nemzeti Bank székhelye. A közelben található a Fasizmus áldozatainak tere.

### Egyéb látnivalók

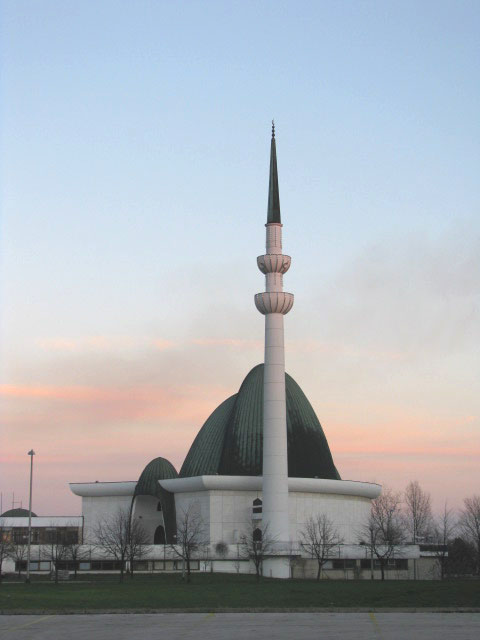
A zágrábi mecset

A városközponttól keletre, a Maksimir negyedben található a Maksimir park, amelyet a 18. században hoztak létre angol parkként. Itt terül el a Zágrábi állatkert.
A város északi részében található a zágrábi temető, a Mirogoj. A 19–20. század fordulóján létesítették, az épületeket Hermann Bollé építette.
Zágráb déli részén fekszik a Jarun sportközpont, ahol vízisportokat lehet űzni. Lanište faluban található a 2008-ban átadott Zágrábi Aréna.
Új-Zágráb legfőbb látnivalója Európa egyik legnagyobb mecsete, a Zágrábi Iszlám Központ.
A határában álló zágráb-remetei kegytemplom 1525-ben épült a mellette levő pálos kolostorral együtt. Kegyképe a máriavölgyi kegyszobor festett másolata. Búcsújáróhely.

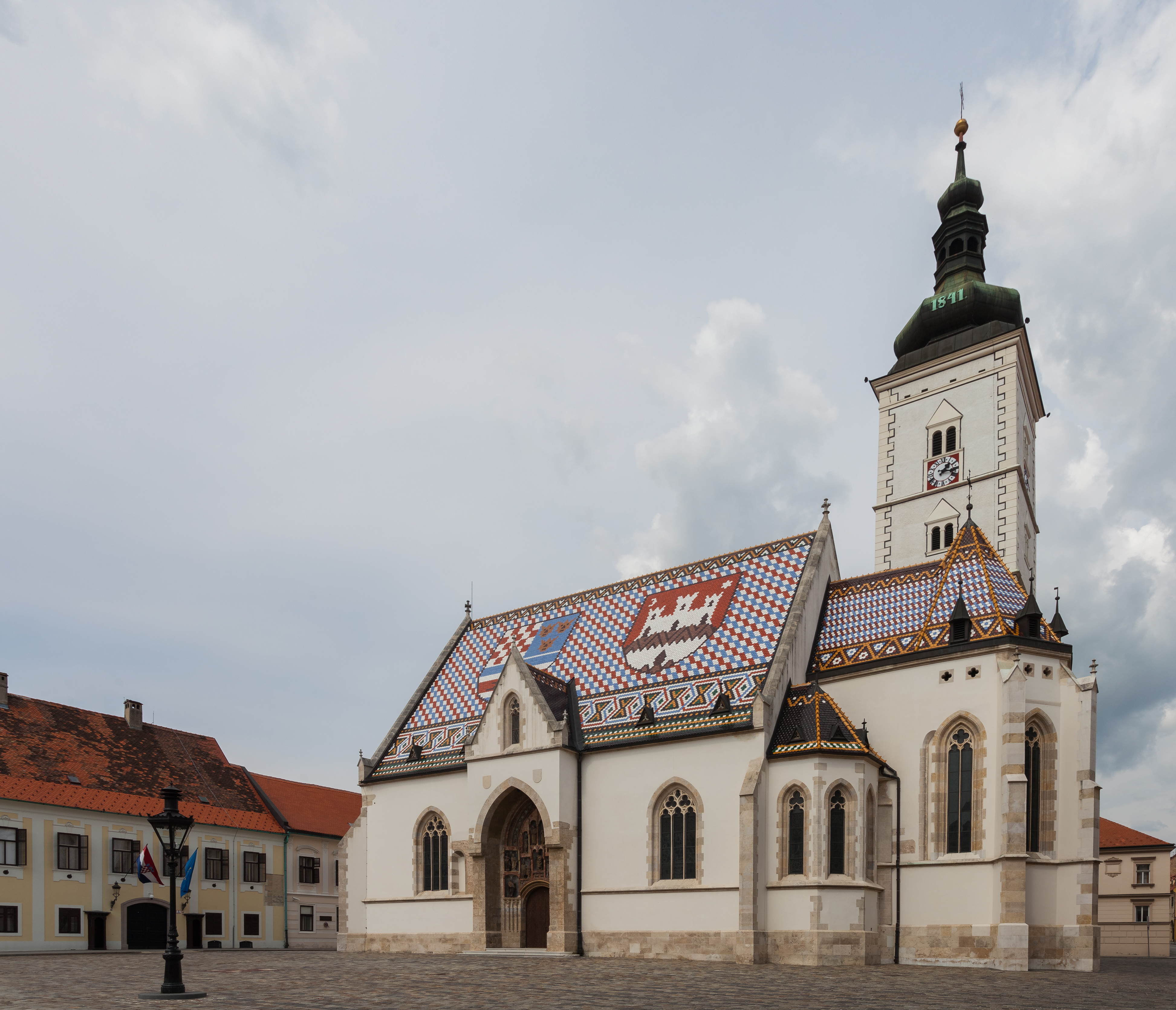
Szent Márk-templom

Medvedgrad a Medvednica-hegység déli oldalában magasodó erőd.

## Gazdaság
Zágrábban van több ország- és világszerte híres cég is bejegyezve: Ledo, Konzum, Vipnet, INA, Croatia Airlines, Kraš, Tisak stb.
A városban három hotel rendelkezik 5 csillaggal: Westin, Sheraton, Regent Esplanade, ill. 10 hotel 4 csillaggal.

## Kultúra
Zágráb Horvátország kulturális fővárosa is egyben, ahol számtalan kiállítás és múzeum található. A főváros legnagyobb színháza a Horvát Nemzeti Színház (Hrvatsko narodno kazalište), a legnagyobb koncertterme a Vatroslav Lisinski-koncertterem. Ezeken kívül a Matica hrvatska és a Horvát Irodalmártársaság képviseli a kultúrát a városban.
Zágrábban több fesztivált is rendeznek: Zágrábi Filmfesztivál, Animafest, Nemzetközi folklórtalálkozó és az Eurokaz.

### Színházak
- Horvát Nemzeti Színház
- Teatar Exit
- Gavella Drámaszínház
- Kerempuh Szatirikus Színház

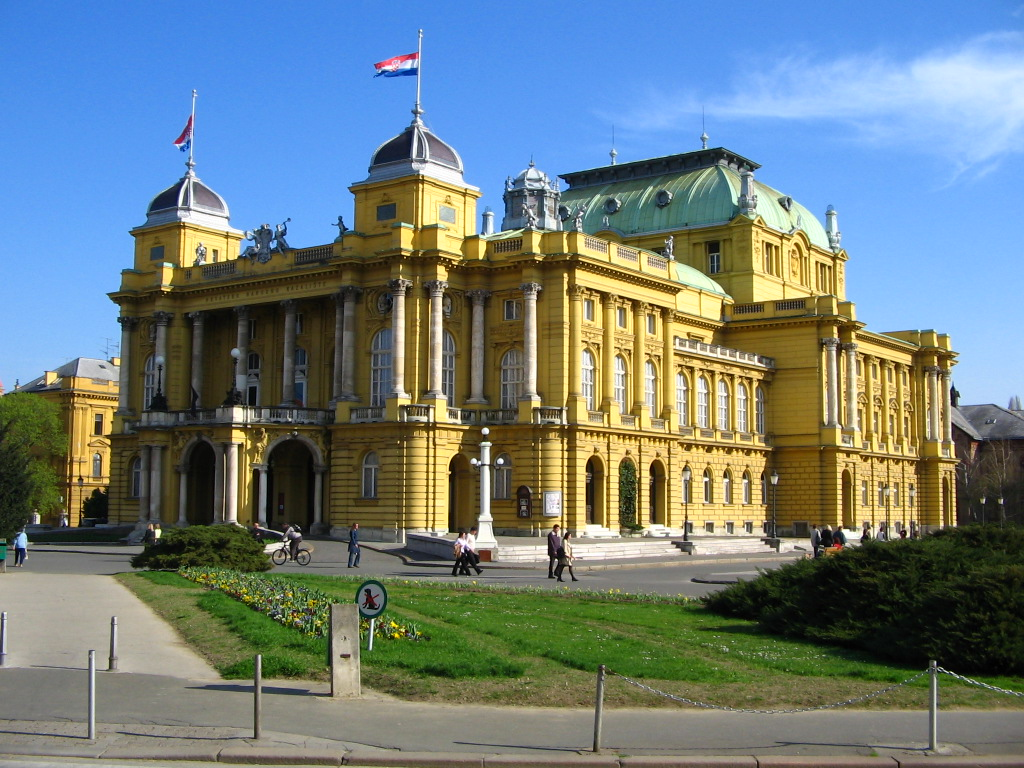
A Horvát Nemzeti Színház épülete

- Komedija Városi Színház  Archiválva 2010. május 29-i dátummal a Wayback Machine-ben
- Off Theatar bagatella
- Teatar ITD
- Zekaem, Zágrábi Ifjúsági Színház
- Ribica Gyermekszínház
- Dubrava Gyermekszínház
- Trešnja Városi Színház
- Žar ptica Városi Színház
- Kis Színház
- KNAPP  Archiválva 2009. április 20-i dátummal a Wayback Machine-ben
- Scena Vidra
- Zágrábi Bábszínház

### Könyvtárak
- Nemzeti és Egyetemi Könyvtár
- Zágráb Városi Könyvtár
- Városi Könyvtár
- Andrija Štampar Könyvtár
- Hercegi Könyvtár
- ZAGRABIENSIA
- Vladimir Nazor Könyvtárak
- Medvešćak Könyvtárak

### Múzeumok
- Régészeti Múzeum
- Néprajzi Múzeum
- HAZU
- Kortárs Művészetek Múzeuma
- Történeti Múzeum
- Természettudományi Múzeum
- Horvát Sportmúzeum
- Vadász Múzeum
- Modern Galéria
- Zágráb Város Múzeuma
- Horvát Telekommunikáció Múzeuma
- Ipari és Művészeti Múzeum
- Múzeumi Dokumentációs Központ
- Technikai Múzeum
- Horvát Iskolamúzeum
- Jozo Kljaković-gyűjtemény
- Miroslav Krleža és Bele Krleža-gyűjtemények
- Franjo Schneider Múzeum
- Viktor Kovačić-emlékház
- HAZU Strossmayer Öreg Mesterek Galériája
- Richter-gyűjtemény

## Közlekedés

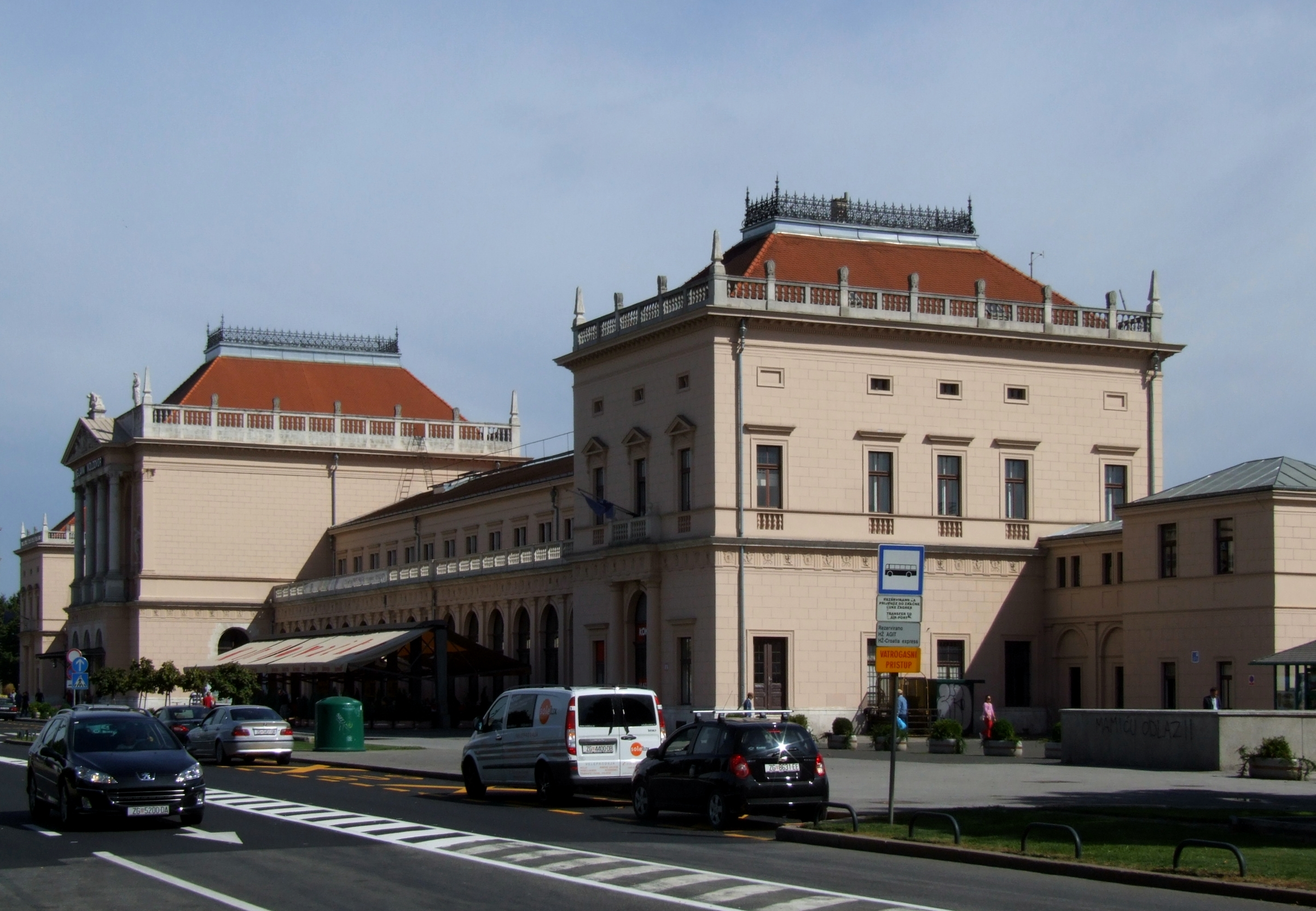
A zágrábi vasúti főpályaudvar

A horvát autópályák többsége érinti a zágrábi körgyűrűt. Az ország legfontosabb autópályája az A1-es autópálya, amely a fővárostól Dubrovnikig fog haladni. 2008 első felében még csak Splitig ért csak. A másik fontos autópálya az A3-as, amely Lipovacig tart az országban, azonban európai szinten ez az autópálya a X. korridor része, amely a Balkán felé tart. A harmadik fontos autópálya az A6-os, amely Fiuméig halad. Ezen bonyolódik a főváros és a tengeri kereskedelem forgalma.
Zágráb a vasúti közlekedésben is nagy csomópont A város főpályaudvara a Zágráb főpályaudvar. A városban halad el az V. páneurópai vasúti korridor.
A zágrábi nemzetközi reptér, az ország legforgalmasabb reptere. Pleso falu mellett található. A ma is látható repteret 1959-ben adták át. 2008-ban új terminál létrehozásáról döntöttek. A városnak van egy kisebb sportreptere is.

### Tömegközlekedés

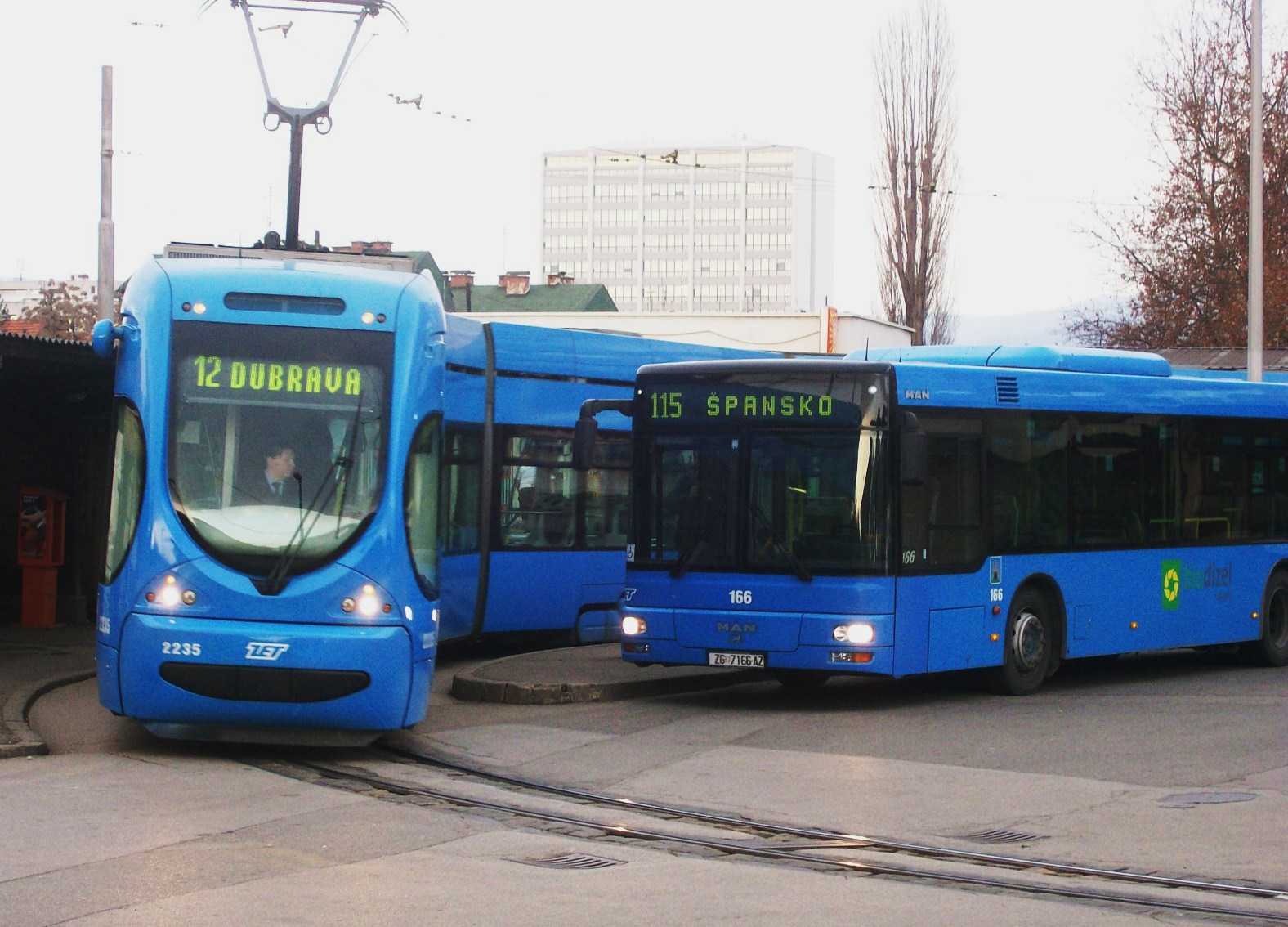
Az NT 2200-as villamos és a ZET autóbusz

Zágrábban villamos és autóbuszvonalak vannak csak, az elővárosokkal vasúti összeköttetés is van. Ezenkívül magántulajdonban levő taxikkal is utazhatunk városszerte. A városban a legfontosabb közlekedési forma a villamos (ZET), amelyet a Zagrebački holding d.o.o. birtokol.
Az első villamost 1910. augusztus 18-án állították forgalomba. Mára 116 km-re nőtt a vonalak hossza. Az autóbuszvonalak száma 120, amelyből 69 városi, 51 elővárosi.
A zágrábi siklóvasút a Gornji grad és a Donji grad között közlekedik. 66 méter a hossza, ez a világ legrövidebb ilyen libegője, amely a tömegközlekedés része. 1890. november 8-án állították forgalomba, ma turisztikai látványosság inkább.
A Sjeme libegőt 1963. július 27-én adták át és 2007. július 1-jén állították le a közlekedést rajta, mivel egy modernebbet terveznek a helyére.
Zágrábban ma közel 1150 taxi üzemel a nap 24 órájában. Az első taxit a Jelačić bán téren állították forgalomba 1901. június 11-én.
Az elővárosi vasúti közlekedés is fontos, mivel naponta 70 ezer főt szállít. A legfőbb vasútvonal a Savski Marof-Zágráb főpályaudvar – Dugo Selo.

## Oktatás

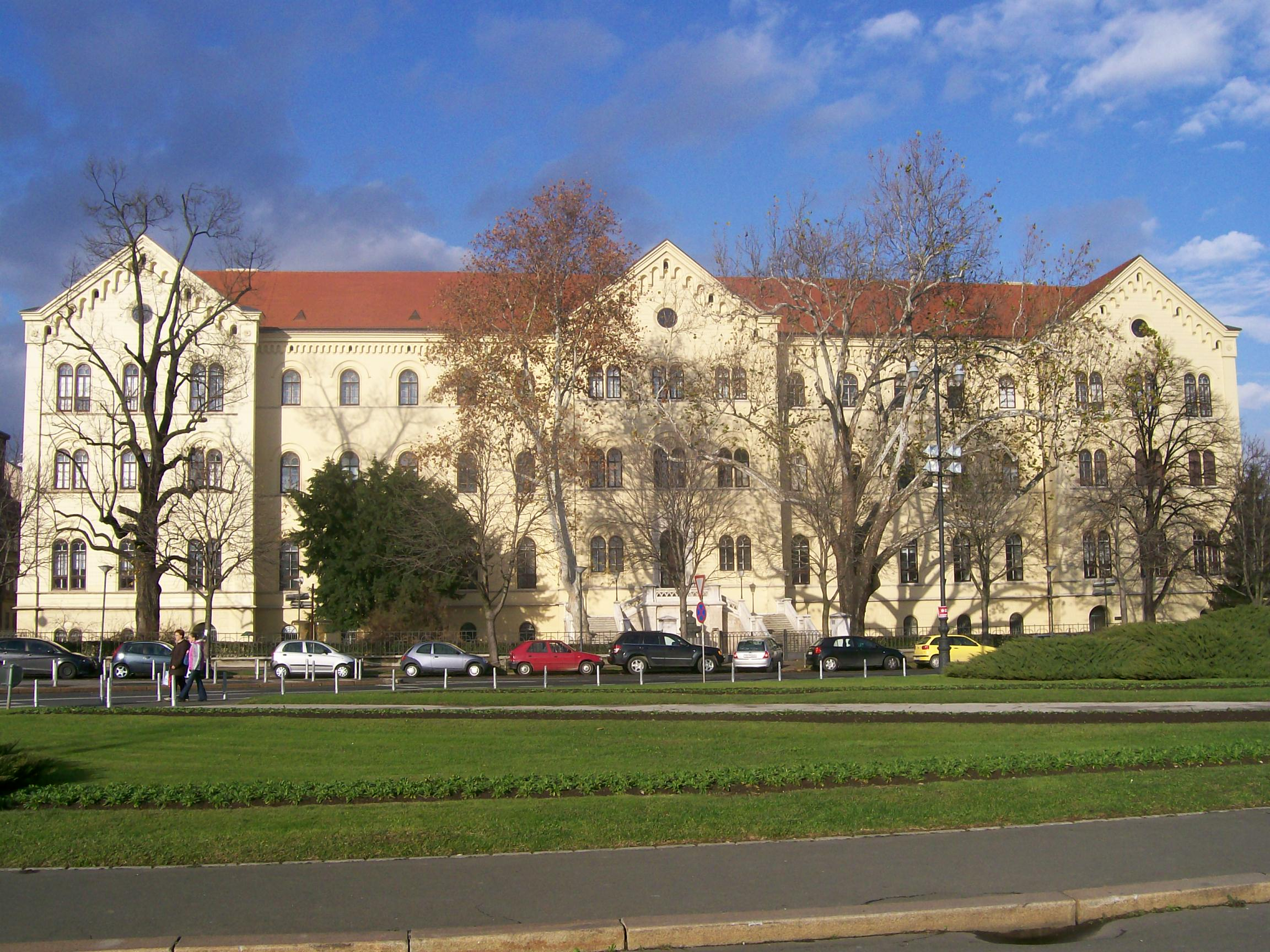
A Jogi Kar lektori épülete

Az 1669-ben alapított Zágrábi Egyetem a második legrégibb Horvátországban. Az egyetemen 28 kar van, és 3 művészeti akadémia.
Zágráb 100 középiskolájából 31 gimnázium.

## Média
Zágráb Délkelet-Európa egyik médiaközpontja.
A városban található a Horvát Rádiótelevízió központja. A HRT 1926-ban alakult. Ezenkívül a Nova TV, az RTL Televizija is itt székel.
Zágrábban található a HRT 3, a Radio Sljeme, a Radio 101, Narodni radio, Radio Cibona adók székhelye.
Az első napilapot 1784-ben adták itt ki (Agramer deutsche Zeitung). Ma öt napilapot és 30 folyóiratot nyomtatnak a városban. A legismertebb napilapok: Jutarnji List, Večernji list és a 24sata.
Zágrábban vannak bejegyezve az Index.hr, a Net.hr és az Oglasnik.hr internetes oldalak is.

## Sport
A városban több professzionális sportklub működik: NK Dinamo, NK Zagreb, KK Cibona, KK Zagreb, RK Zagreb. Emellett természetesen vannak amatőrklubok is.
Az egyesületiek Zágráb különböző sportlétesítményeiben gyakorolnak, edzenek (Šalata, Jarun, Mladost, Svetice stb.). A legnagyobb számban ezek a sportlétesítmények az 1987-es Univerziadán kaptak szerepet. A legismertebb sportcsarnok a Sportok háza (Dom sportova), amely 6 csarnokból áll, a 2 legnagyobb 4 és 12 ezer főt képesek befogadni. 2008 decemberében átadták a Zágrábi Arénát (Arena Zagreb). A Dražen Petrovićról elnevezett kosárlabdacsarnok 5400 főt képes befogadni. A legnagyobb labdarúgó-stadion a Maksimir Stadion, az NK Dinamo itt edz.

### Klubok
- Amerikai futball: "Zagreb Thunder (Gromovi Zagreb)"
- Baseball: "HAŠK Zagreb", "Gajnice", "Kaptol lions", "Medvednica", "Novi Zagreb river pirates", "Purger", "Zagreb"
- Jéghoki: "Zagreb", "Grič", "HAŠK", "Medveščak", "Mladost", "Šalata"
- Kosárlabda: Košarka: Cibona Zagreb, Cedevita Zagreb, KK Zagreb,
- Labdarúgás: Dinamo, Zagreb, Rudeš, HAŠK, NK Trešnjevka Zagreb, NK Špansko Zagreb, NK Vrapče Zagreb.
- Röplabda: HAOK Mladost,
- Rögbi: Zagreb, Lokomotiva, Viktorija, Rudeš, Zvrk, Mladost
- Kézilabda: Zagreb, Medveščak, Lokomotiva,
- Vízilabda: Mladost, Medveščak, Agram, Stara Sava, Zagreb, ZPK
- Evezés: Mladost

## Híres emberek
- Itt halt bele a muhi csatában szerzett sebesüléseibe 1241 májusában Kálmán herceg.
- Itt hunyt el 1685. február 24-én Sámbár Mátyás jezsuita hittudós, író.
- Itt hunyt el 1778. március 29-én Baltazar Adam Krčelić történész.
- Itt gyilkolták meg 1797. március 30-án Blaskovich András történészt.
- Itt hunyt el 1829. november 15-én Artner Teréz költőnő.
- Itt született 1830. augusztus 15-én Lebstück Mária 48-as honvéd főhadnagy.
- Itt született 1838. november 14-én és hunyt el 1881. december 13-án August Šenoa horvát író, műfordító és nyelvújító.
- Itt született 1849. március 17-én Margalits Ede bölcseleti doktor, egyetemi tanár.
- Itt született Fran Bošnjaković (1902–1993) horvát gépészmérnök, egyetemi tanár, akadémikus, a termodinamika és hőenergetika tudósa.
- Itt hunyt el 1982. október 16-án Jakov Gotovac zeneszerző, karmester.
- Relja Bašić, színész
- Franjo Bruna, asztronómus, meteorológus
- Krešimir Ćosić, kosárlabdázó
- Dimitrija Demeter, irodalmár
- Janko Drašković, politikus
- Ivan Đikić, tudós
- Branko Gavella, rendező
- Ivo Karlović, teniszező
- Ivica Kostelić, alpesi síelő
- Janica Kostelić, alpesi síző
- Miroslav Krleža, irodalmár
- Dragutin Novak, az első horvát pilóta
- Ivana Lang, zeneszerző
- Vatroslav Lisinski, zeneszerző
- Željko Mavrović, bokszoló
- Mirko Novosel, kosárlabdázó
- Pavao Skalić, humanista, polihisztor
- Marin Soljačić, fizikus
- Ivan Supek, fizikus, filozófus
- August Šenoa, irodalmár
- Bernard Vukas, labdarúgó
- Branko Zebec, labdarúgó, edző

## Testvérvárosok
Zágráb az alábbi városokkal áll testvérvárosi szerződésben:
| - Mainz, Németország (1967) - Szentpétervár, Oroszország (1968) - Tromsø, Norvégia (1971) - Buenos Aires, Argentína (1972) - Kiotó, Japán (1972) - Krakkó, Lengyelország (1975) - Kolozsvár, Románia (1976) - Lisszabon, Portugália (1977) - Pittsburgh, USA (1980) - Sanghaj, Kína (1980) | - Bologna, Olaszország (1984) - Budapest, Magyarország (1994) - Bécs, Ausztria (1994) - La Paz, Bolívia (2000) - Ljubljana, Szlovénia (2001) - Szarajevó, Bosznia-Hercegovina (2001) - Podgorica, Montenegró (2006) - London, Egyesült Királyság (2009) - Prizren, Koszovó (2010) |

## Irodalom

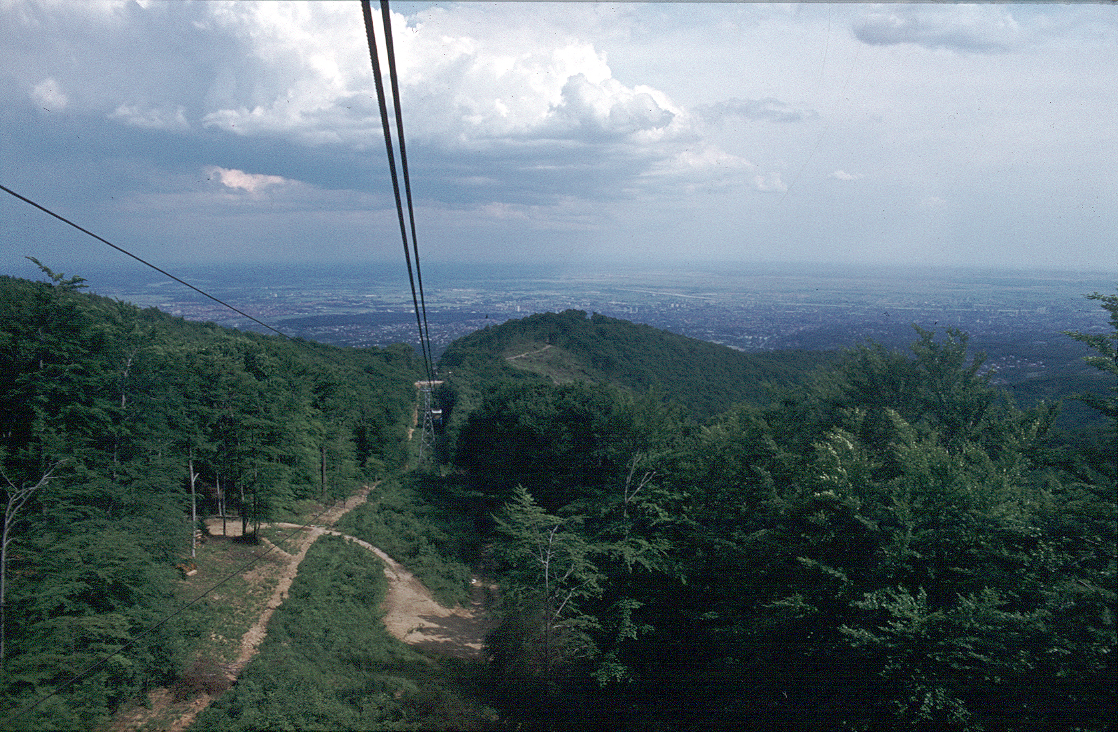
Zágráb látképe a Sljeméről

### Horvátul
- August Šenoa: Zlatarovo zlato, Zagreb, 1871
- Dragutin Hirc: Stari Zagreb, Zagreb, 2008 (ISBN 978-953-150-842-1)
- Gjuro Szabo: Stari Zagreb, Zagreb, 1941
- Lelja Dobronić: Biskupski i kaptolski Zagreb, Zagreb, 1991 (ISBN 86-03-00521-4)
- Lelja Dobronić: Graditelji i izgradnja Zagreba u doba historijskih stilova, Zagreb, 1983
- Lelja Dobronić: Zagrebački Kaptol i Gornji grad nekad i danas, Zagreb, 1988
- Snješka Knežević: Zagrebačka zelena potkova, Zagreb, 1996 (ISBN 953-0-60524-2)
- Snješka Knežević: Zagrebu u središtu, Zagreb, 2003 (ISBN 953-181-049-4)

## Fordítás
Ez a szócikk részben vagy egészben  a   Zagreb című horvát Wikipédia-szócikk ezen változatának fordításán alapul.  Az eredeti cikk szerkesztőit annak laptörténete sorolja fel. Ez a jelzés csupán a megfogalmazás eredetét és a szerzői jogokat jelzi, nem szolgál a cikkben szereplő információk forrásmegjelöléseként.